# 鹽埕區
22°37′21″N 120°16′59″E / 22.6224414°N 120.2830007°E
鹽埕區位於臺灣高雄市西南部，市中心中南端，西北面與鼓山區接壤，東鄰前金區、三民區，東南隔愛河出口與苓雅區相望，面積僅1.4161平方公里，是高雄市面積最小的行政區。省轄高雄市時期，舊高雄市政府設於此區。全區主要由高雄港建港時的港底泥沙填海造陸而成，地勢平坦，氣候屬熱帶季風氣候，產業以工商業為主。
因都市發展，城區逐漸老化，工商活動轉向其他新興的都市區域，褪去過往商業中心的地位。鹽埕區與臺中市中區同樣面臨退化問題，但同中區於近年隨著文化產業進駐，走向歷史觀光，漸有復甦跡象。

## 歷史
今日的鹽埕區一帶在荷西時期以前，便有船隻至此進行烏魚撈捕作業。明鄭時期此地居民便以曬鹽為生。1701年（清康熙49年），鳳山縣衙認為打狗海濱有漁鹽之利，故招徠20餘人來此開闢鹽田，因鄰近打狗港口，故稱之為「打狗鹽埕」。鹽埕的「埕」與臺灣閩南語的「庭」同義，皆指「工作場所的廣場」。之後因鹽場沒落，航運興起，開始出現「拆船」熱潮。最盛時期，在此開業的拆船業者近數十間，甚至出現所謂的「拆船大王」，然而再度沒落，高雄侯家即是以此起家，現東和鋼鐵掌門人侯西泉、侯西峰兄弟的祖父輩和父執輩都做過此行業，替侯家纘了日後創業的大量資源。
1908年高雄港築港完成，以港底泥沙覆蓋在本區，從鹽田澤國搖身成為海埔新生地。1928年，高雄市役所遷至本區榮町（即舊高雄市政府，今高雄市立歷史博物館），發展迅速。戰後合併堀江町、入船町、鹽埕町、榮町、北野町，設置高雄市鹽埕區至今。

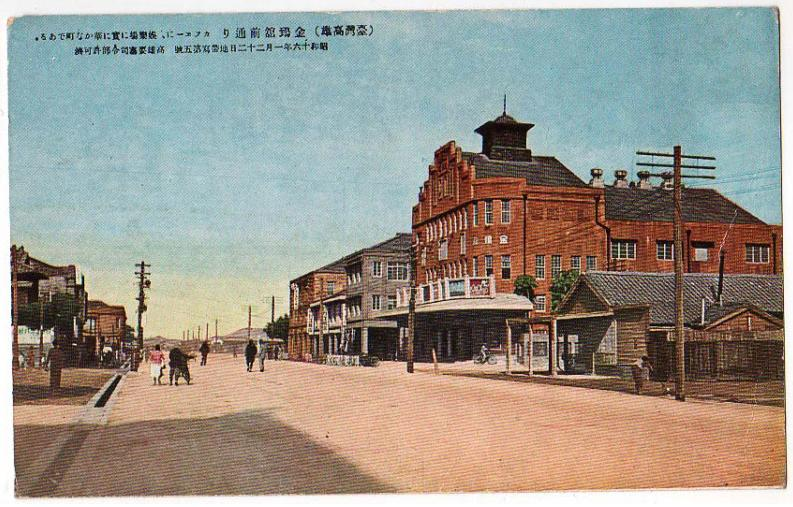
金鵄館前通（今大勇路）
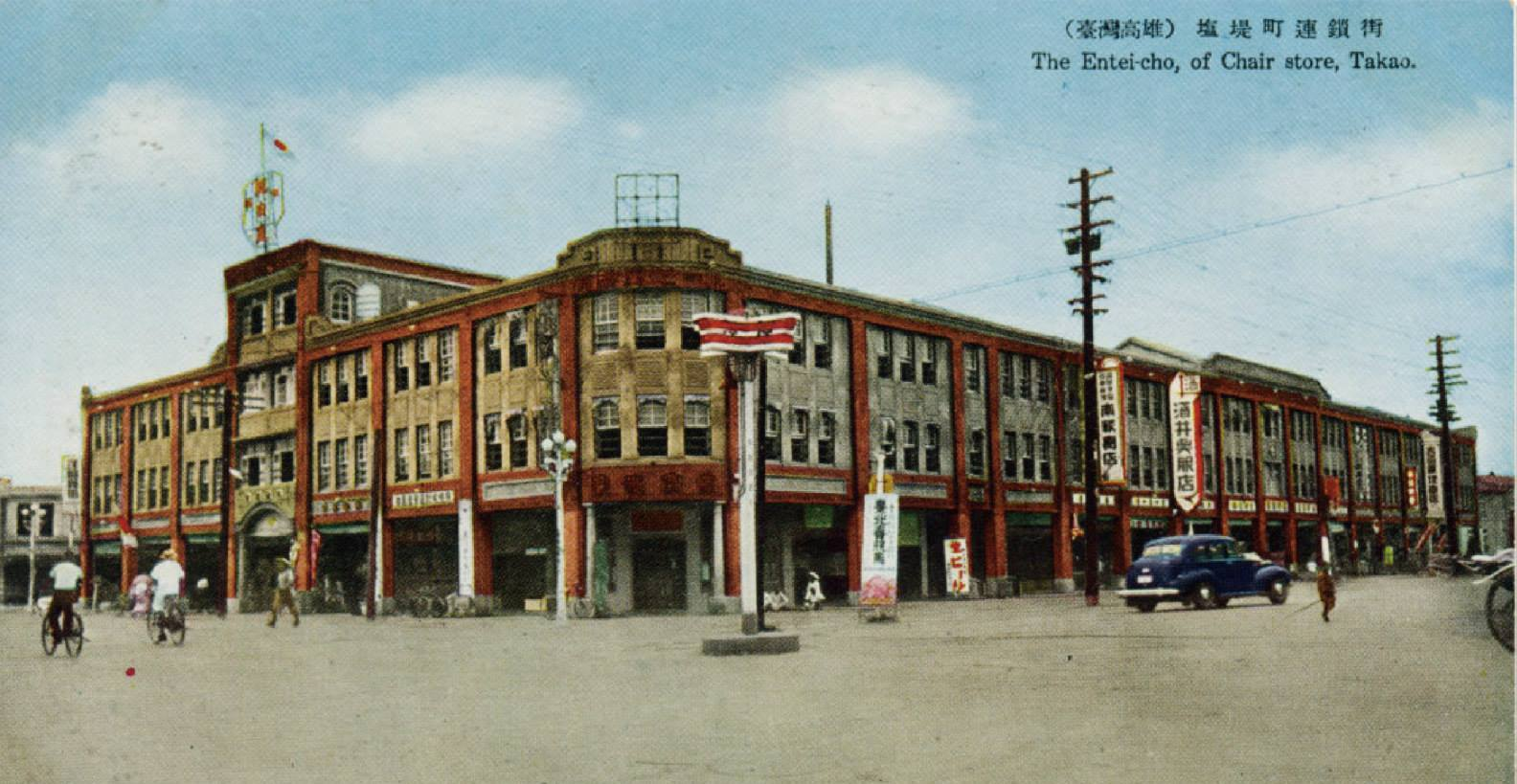
高雄銀座（今國際商場）
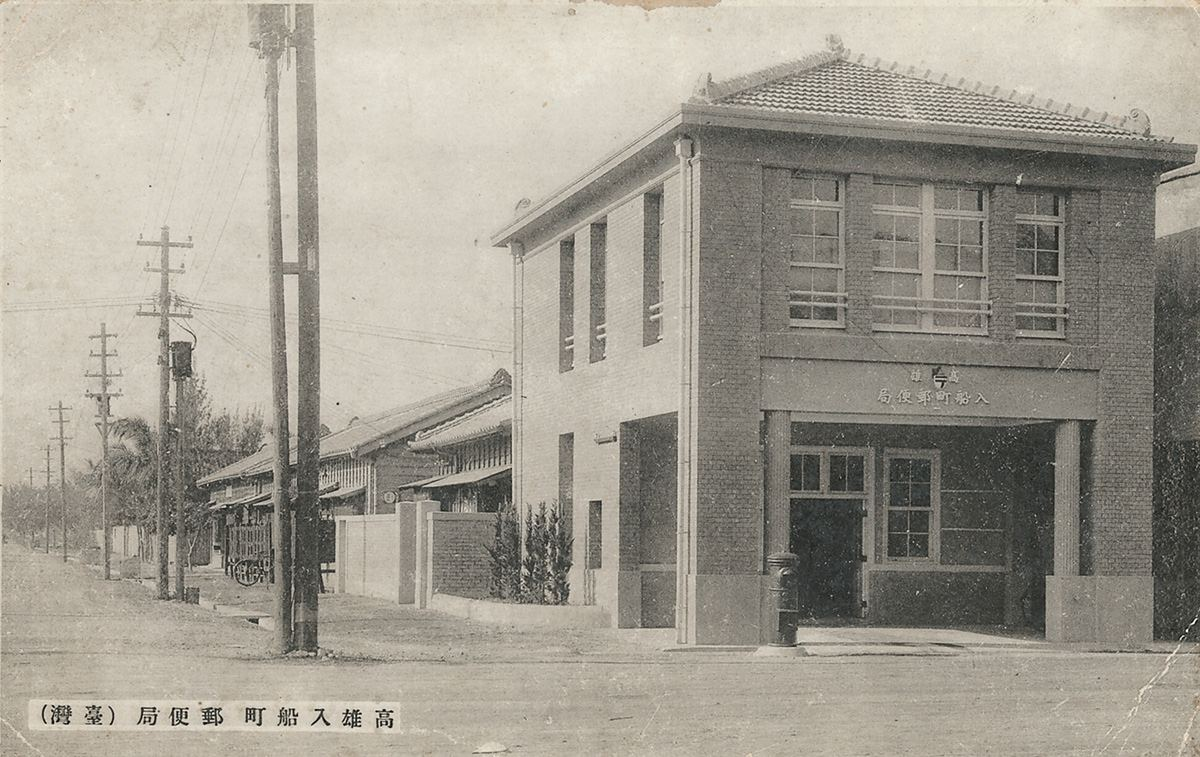
入船町郵便局
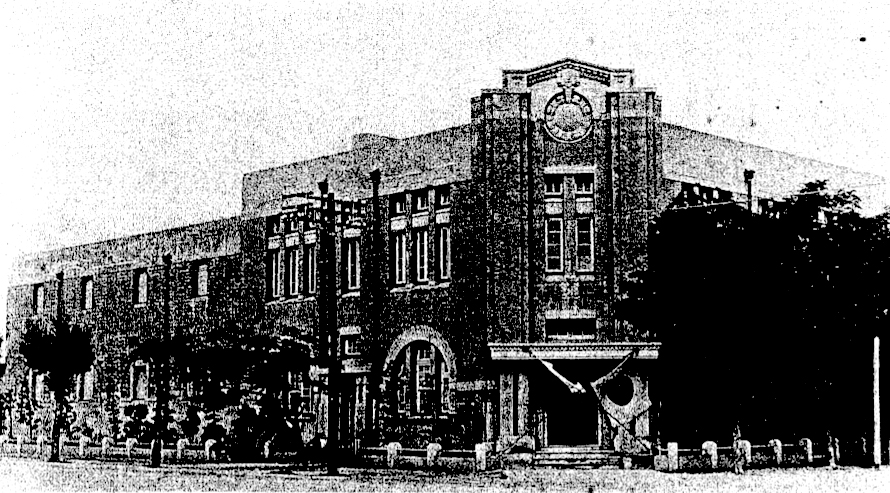
專賣局高雄支局
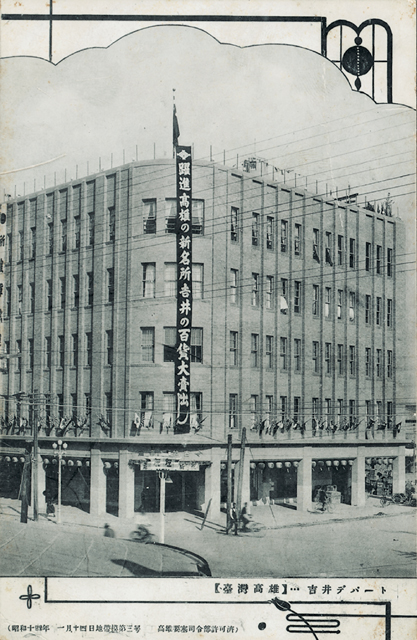
吉井百貨
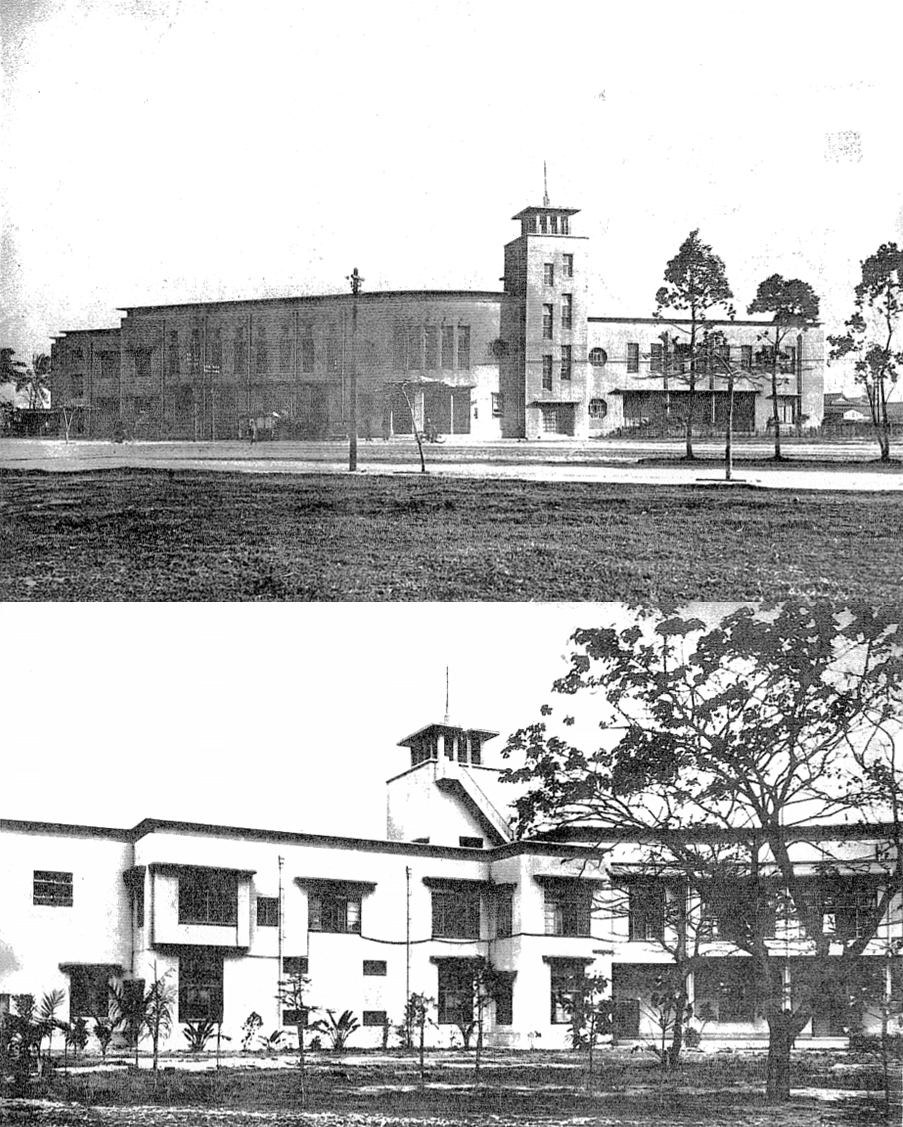
高雄州商工奬勵館
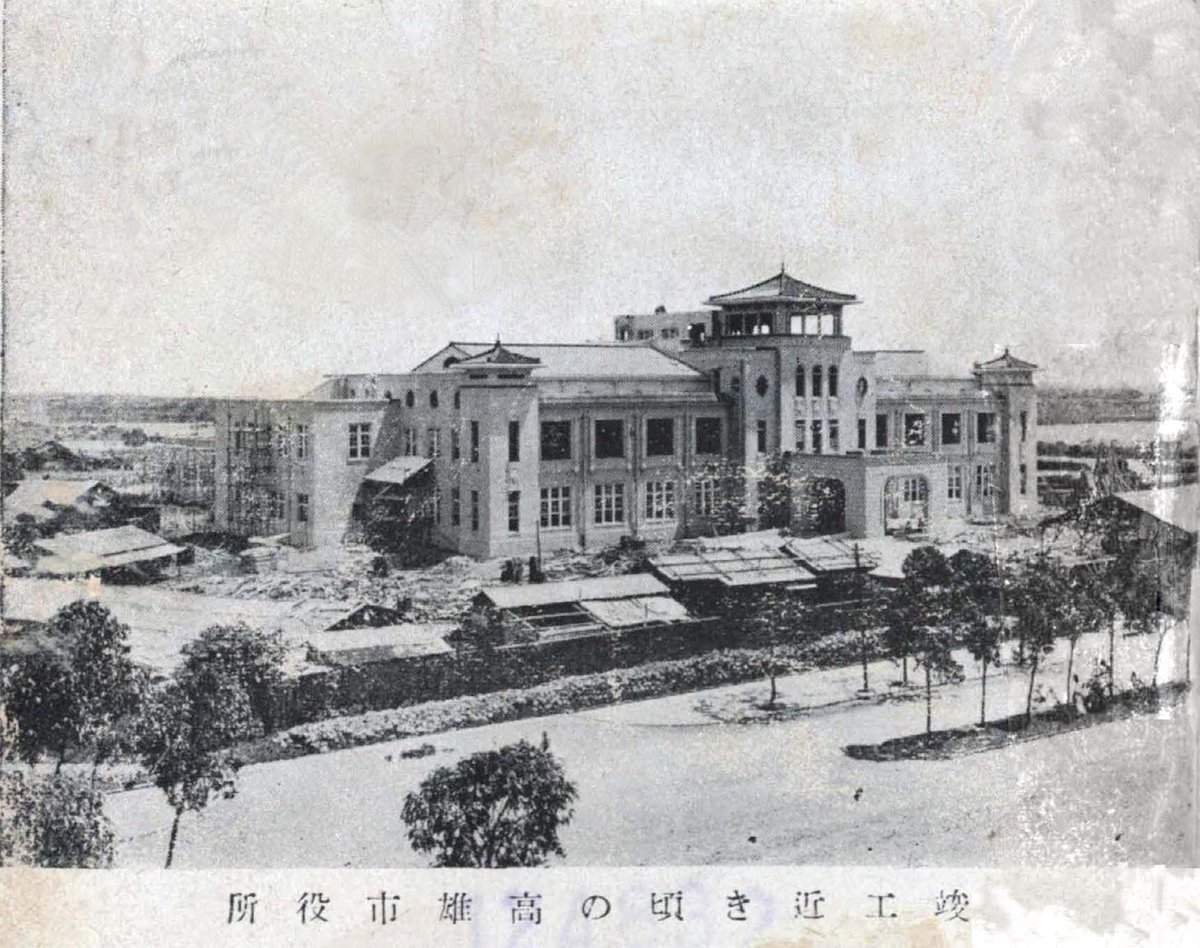
高雄市役所
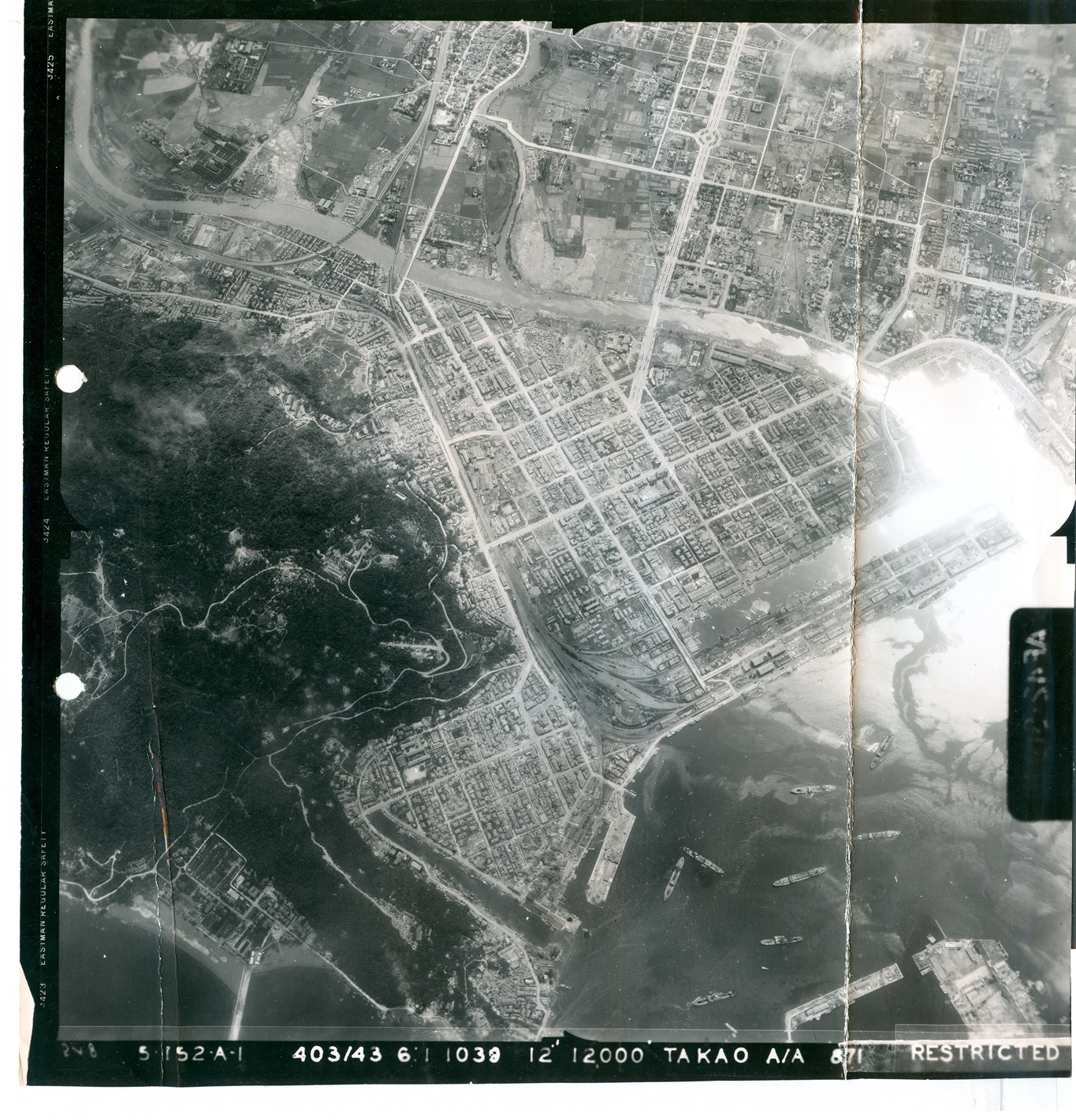
二戰時美軍拍攝被轟炸前的鹽埕區
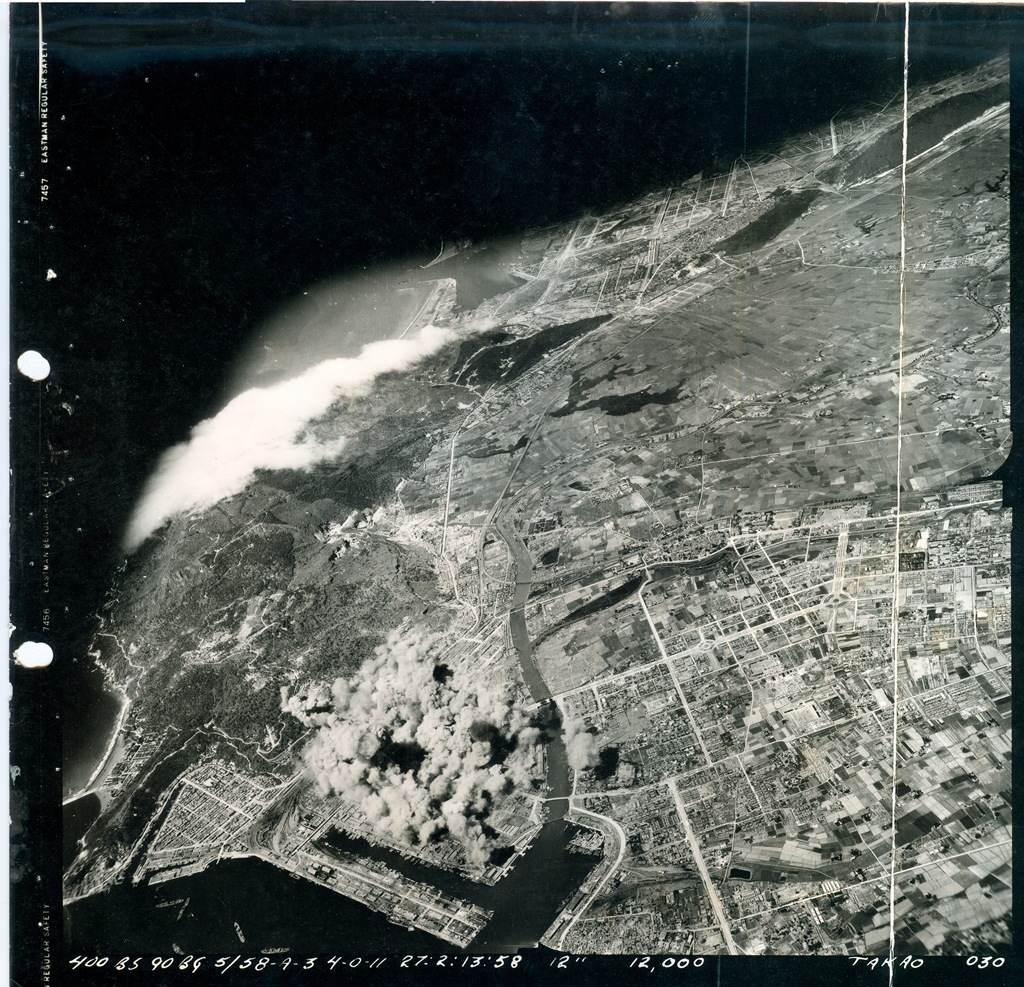
二戰時美軍拍攝被轟炸後的鹽埕區
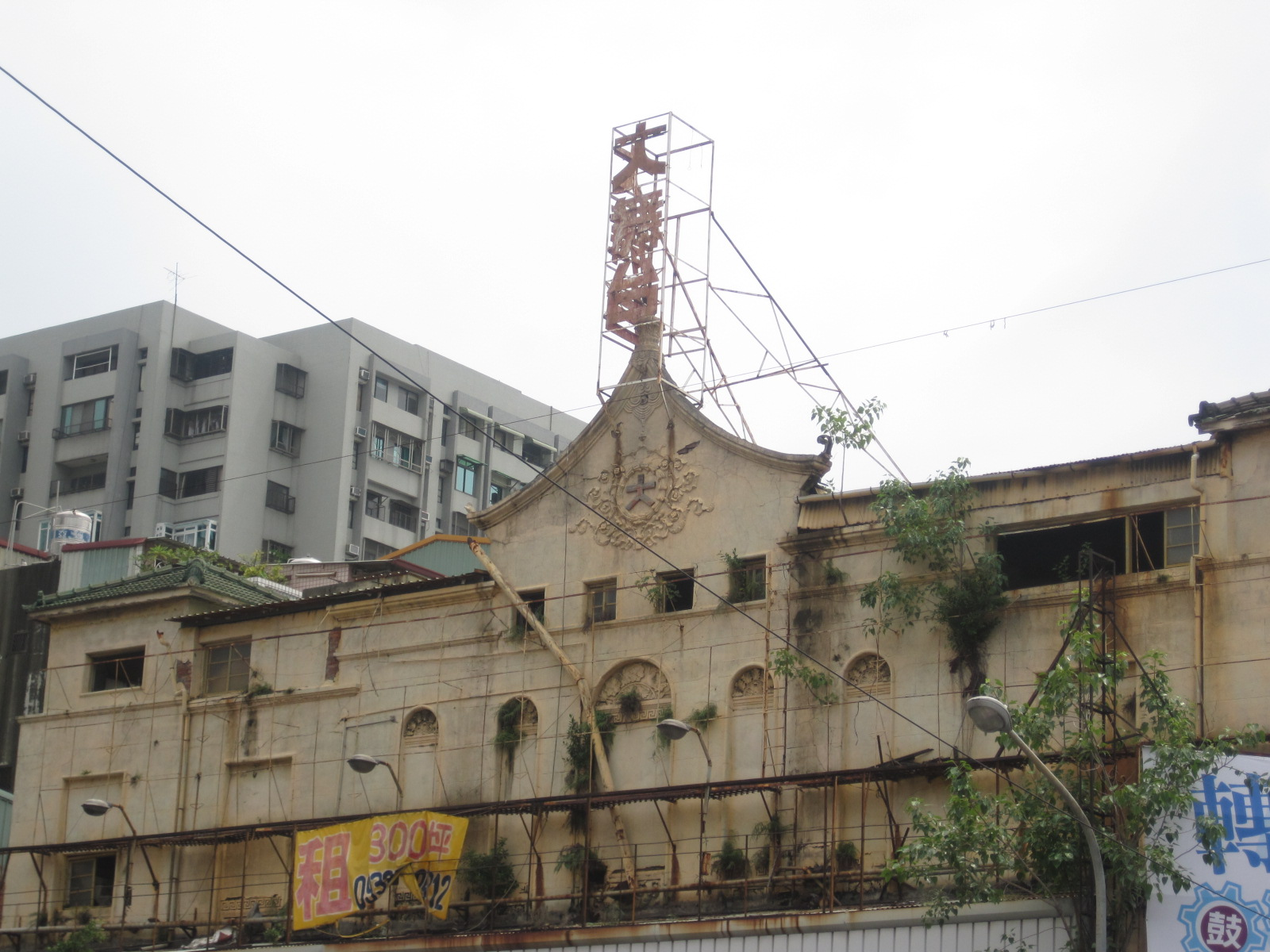
大舞台戲院

## 人口
鹽埕區在戰後初期曾是高雄市區中人口最多的行政區，1947年有人口27,736人。1954年時，鹽埕區人口達到五萬人。此後鹽埕區人口持續成長，到1967年時達到顛峰，計有66,703人。之後隨著商業中心的東移，繁華落盡，鹽埕區人口持續減少，到了2004年12月時，鹽埕區有人口29,815人，已少於原本高雄市區人口最少的旗津區（29,828人），成為高雄市區人口最少的行政區。
根據高雄市政府民政局統計，2024年底鹽埕區戶數約1.1萬戶，人口約2.2萬人，區內人口最多與最少的里分別是府北里與慈愛里，2024年底兩里人口分別為2,228人與335人。2024年底時，鹽埕區人口的年齡構成中，0至14歲人口佔比7.04%，15至64歲人口佔比64.44%，65歲以上人口佔比28.53%，老化指數約為405.23%，是高雄市區人口老化程度最高的行政區。

## 政治

### 歷任首長
| 區長姓名 | 區長任期               | 備註 |
| -------- | ---------------------- | ---- |
| 林迦     | 1945年12月 - 1951年6月 |      |
| 郭萬枝   | 1951年6月 - 1960年8月  |      |
| 黃嘉賓   | 1960年8月 - 1975年6月  |      |
| 楊世漢   | 1975年6月 - 1977年3月  |      |
| 張廷江   | 1977年3月 - 1977年7月  |      |
| 謝今井   | 1977年7月 - 1982年12月 |      |
| 莊錦進   | 1982年12月 - 1988年8月 |      |
| 陳文樟   | 1988年8月 - 1991年3月  |      |
| 黃清雄   | 1991年4月 - 1994年6月  |      |
| 陳良啟   | 1994年7月 - 1995年5月  |      |
| 李海鈺   | 1995年6月 - 1996年6月  |      |
| 吳岳璋   | 1996年6月 - 2000年12月 |      |
| 陳居豐   | 2000年12月 - 2002年1月 |      |
| 郭金池   | 2002年1月 - 2004年9月  |      |
| 郭明道   | 2004年9月 - 2007年1月  |      |
| 林玉魁   | 2007年1月 - 2009年4月  |      |
| 許金津   | 2009年4月 - 2013年6月  |      |
| 薛米惠   | 2013年6月 - 2015年1月  |      |
| 顏賜山   | 2015年1月 - 2021年2月  |      |
| 劉文粹   | 2021年2月 - 2025年5月  |      |
| 陳佑瑞   | 2025年7月 - 現任       |      |

### 區政組織

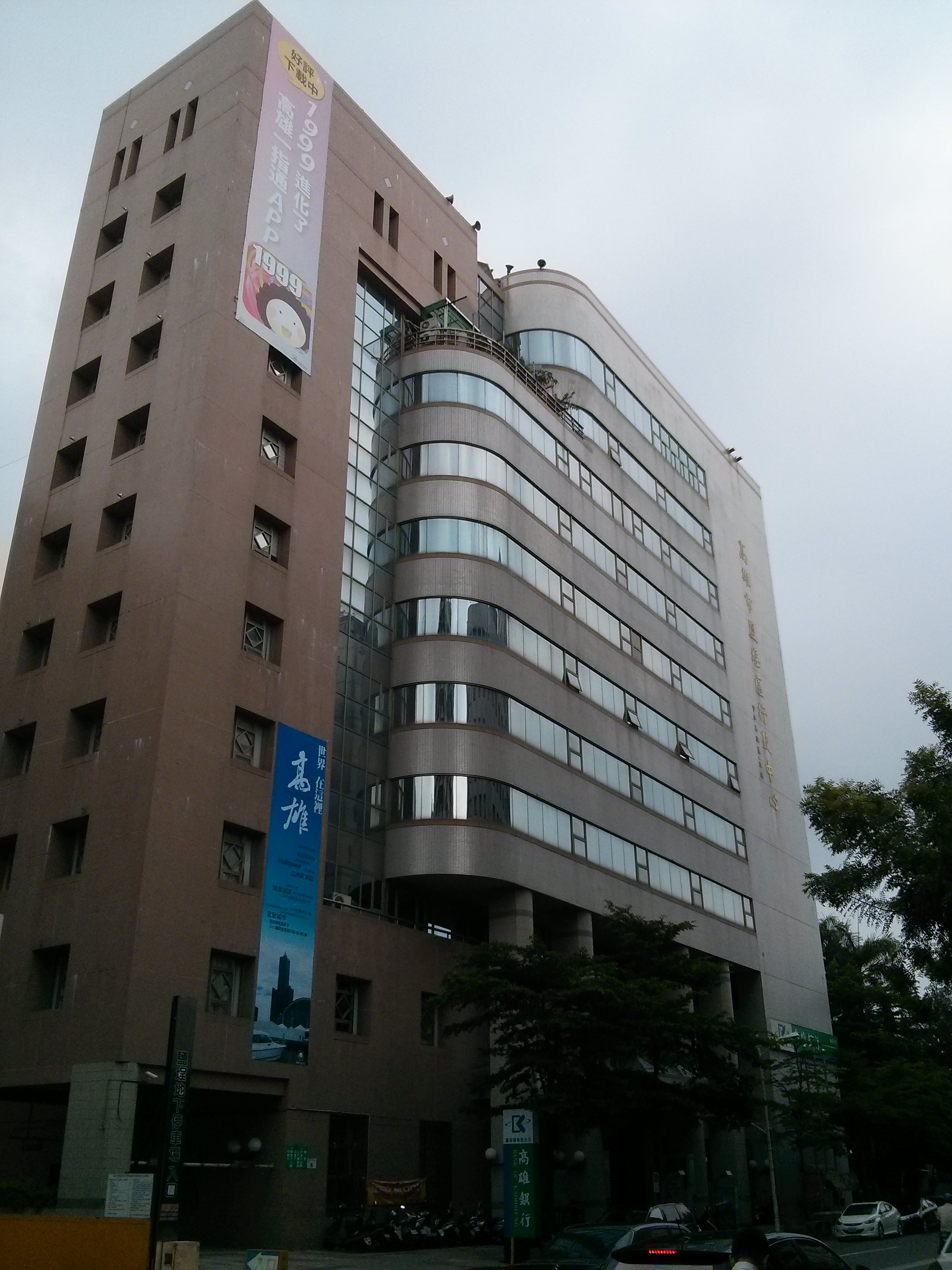
鹽埕區公所

鹽埕區公所是高雄市政府在鹽埕區的派出機關，在中華民國政府架構中為市政府綜理區政的執行機關，上級業務監督機關為高雄市政府。区长由市長任命，其任期為無任期保障。在區長及主任秘書之下，設有3課4室等7個內部單位。

### 行政區劃
| 鹽埕區行政區劃 |
|                |

## 宗教禮拜場所

### 道教和臺灣民間信仰
- 鹽埕三山國王廟：創建於1761年，位於鹽埕街54號，為鹽埕莊的信仰中心。
- 鹽埕埔壽山宮：主祀池府千歲，位於富野路136號，為鹽埕埔的重要廟宇。
- 文武聖殿：創建於1921年，知名的關帝廟，也是著名的「澎湖廟」，位於富野路170號。
- 高雄市霞海城隍廟：創建於1925年，分靈於大稻埕霞海城隍廟，位於富野路83號。
- 鹽埕大舞台威靈宮：創建於1926年，主祀保生大帝，位於大仁路220號
- 高雄朝后宮：分靈於北港朝天宮，位於北斗街6號
- 東嶽靈殿：主祀秦府大帝，位於大義街116號
- 溫王廟：主祀溫府王爺，位於興華街12巷8號
- 三聖殿：主祀李范金三府千歲，位於河西路197號
- 保安宮：主祀康府千歲，位於大公路117號
- 沙多宮：主祀伍府千歲，位於富野路49號
- 高吉武聖殿：主祀關聖帝君，位於建國四路23號
- 高案北極殿：主祀真武大帝，位於大智路31號
- 新豐代天府

### 佛教
- 佛教慈愛院
- 中台禪寺普高精舍

### 基督宗教
| 宗派                             | 教會（禮拜堂 / 聖堂）        |
| -------------------------------- | ---------------------------- |
| 天主教                           | 聖母顯靈聖牌堂               |
| 歸正宗長老會（臺灣基督長老教會） | 鹽埕教會、新希望教會         |
| 召會                             | 高雄市召會大公路會所         |
| 其他                             | 高雄榮耀豐收教會、高雄聖教會 |

鹽埕三山國王廟
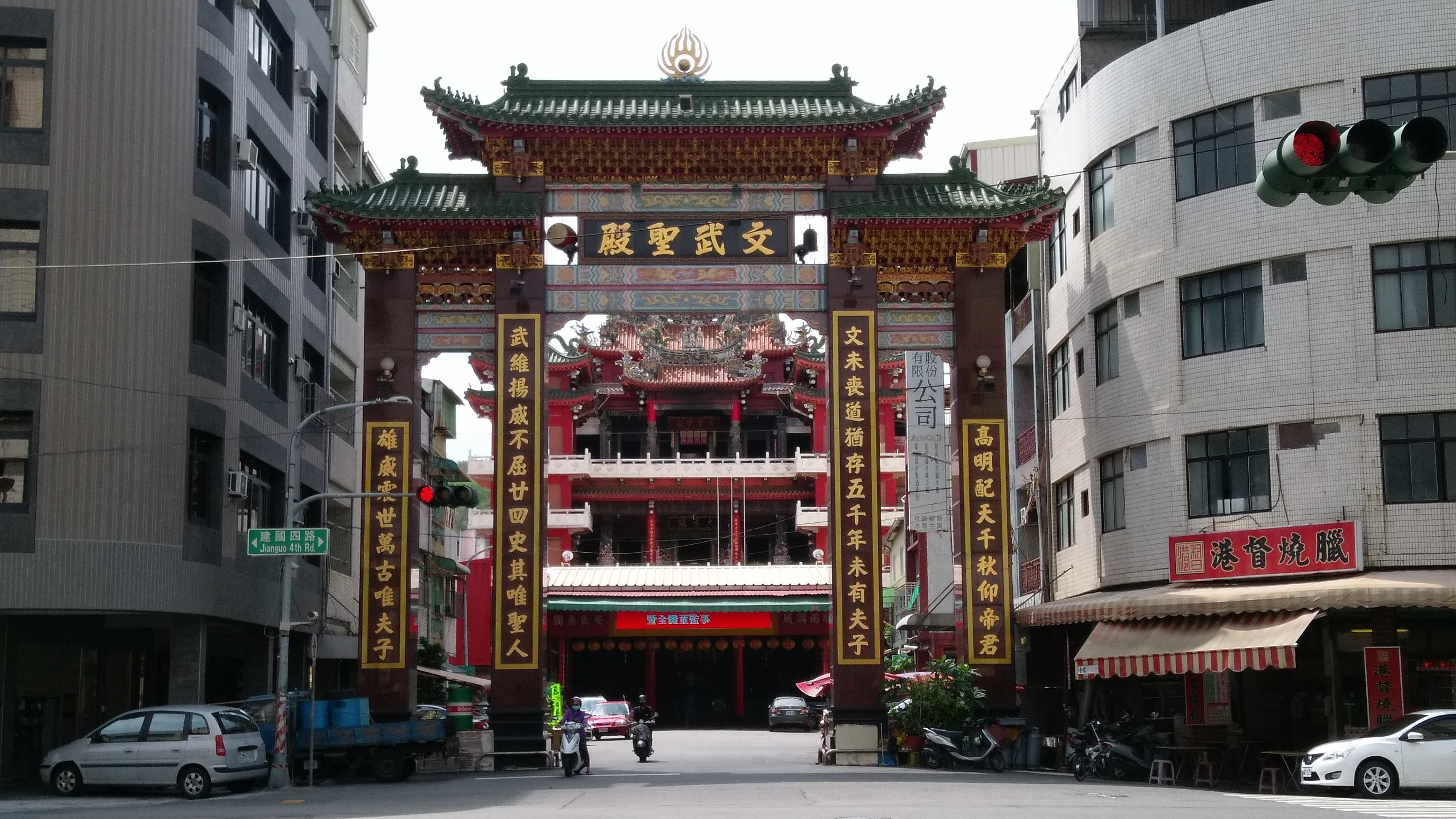
文武聖殿
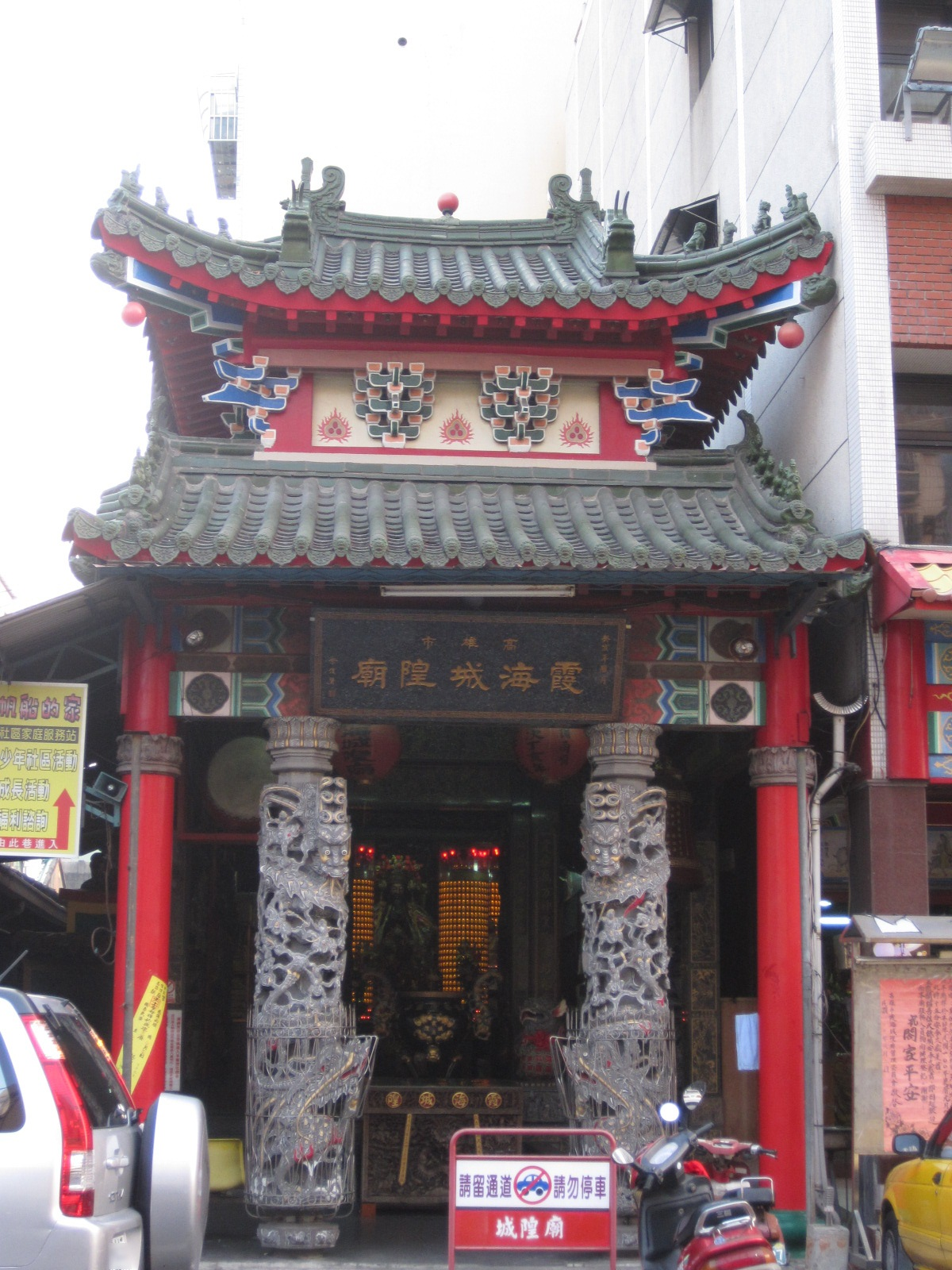
高雄市霞海城隍廟
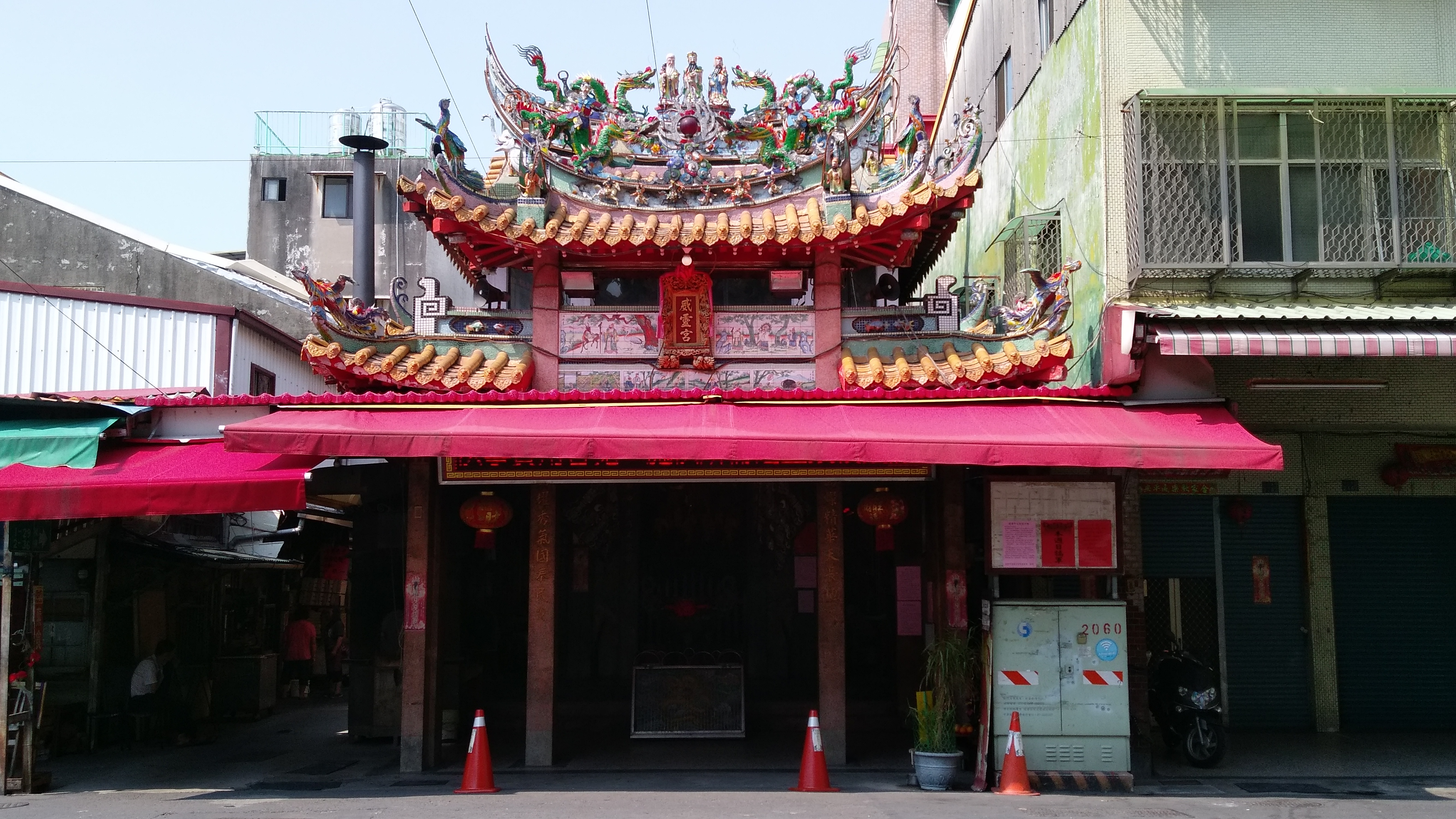
鹽埕大舞台威靈宮
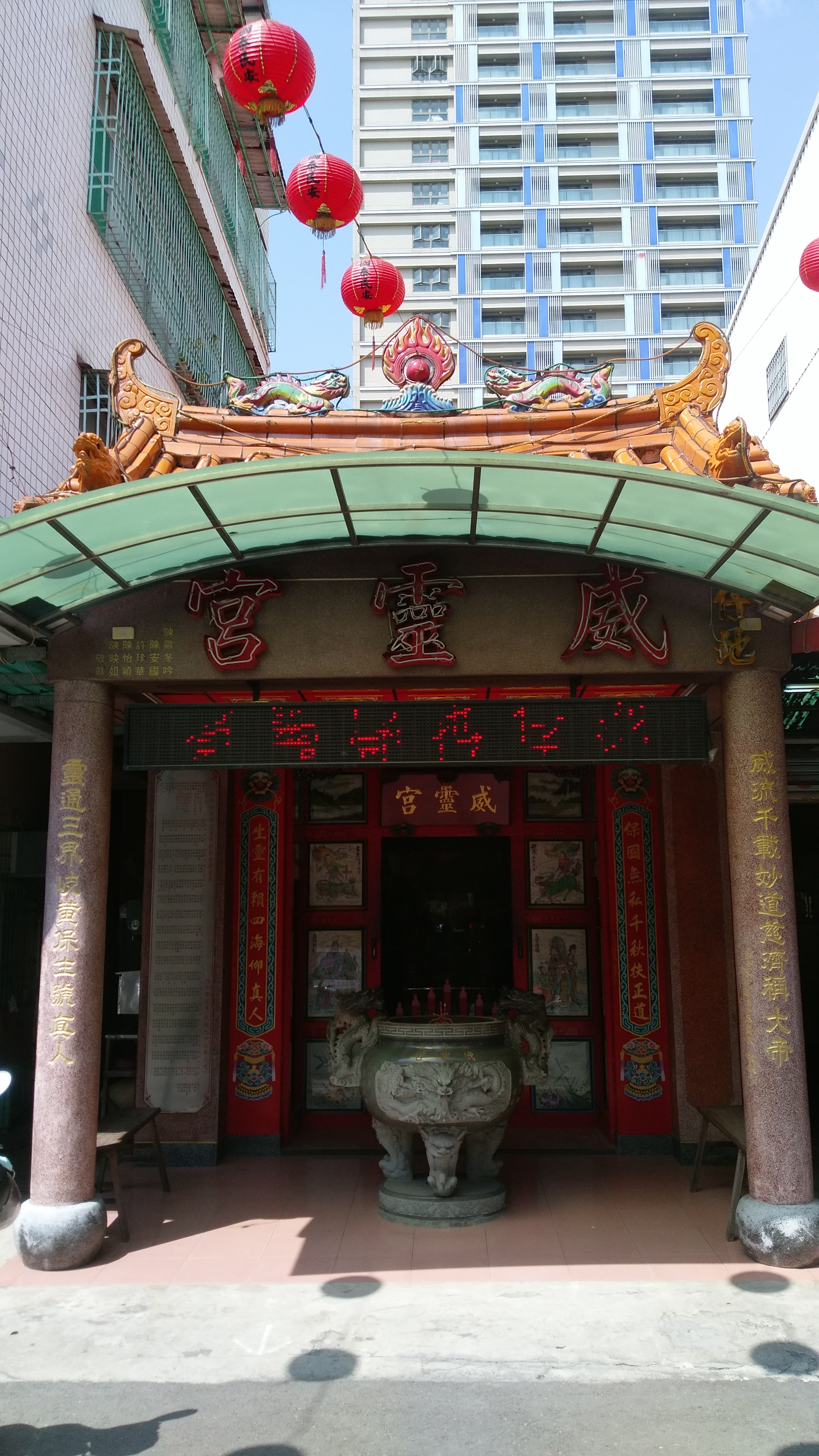
鹽埕沙仔地威靈宮
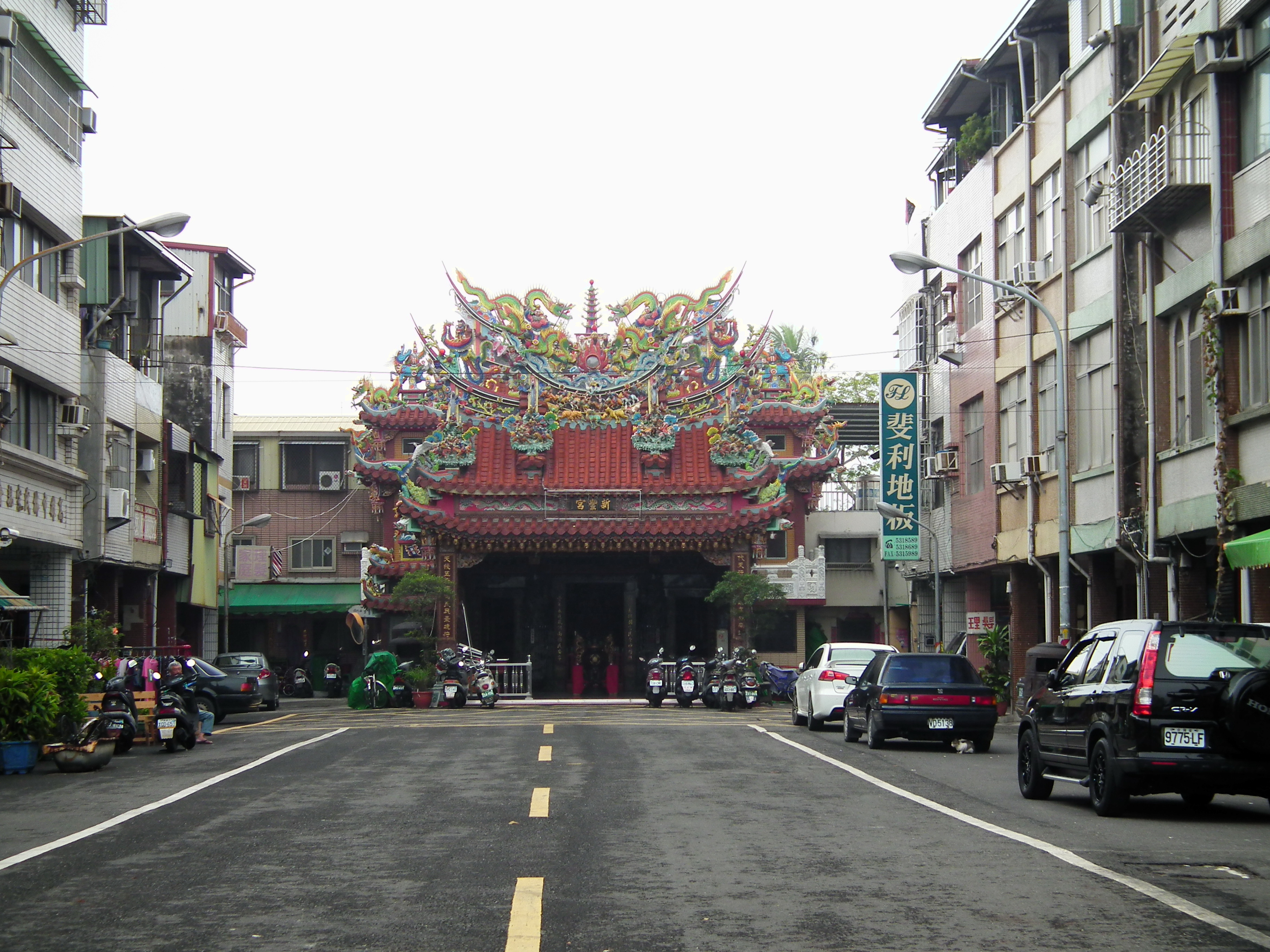
新豐代天府
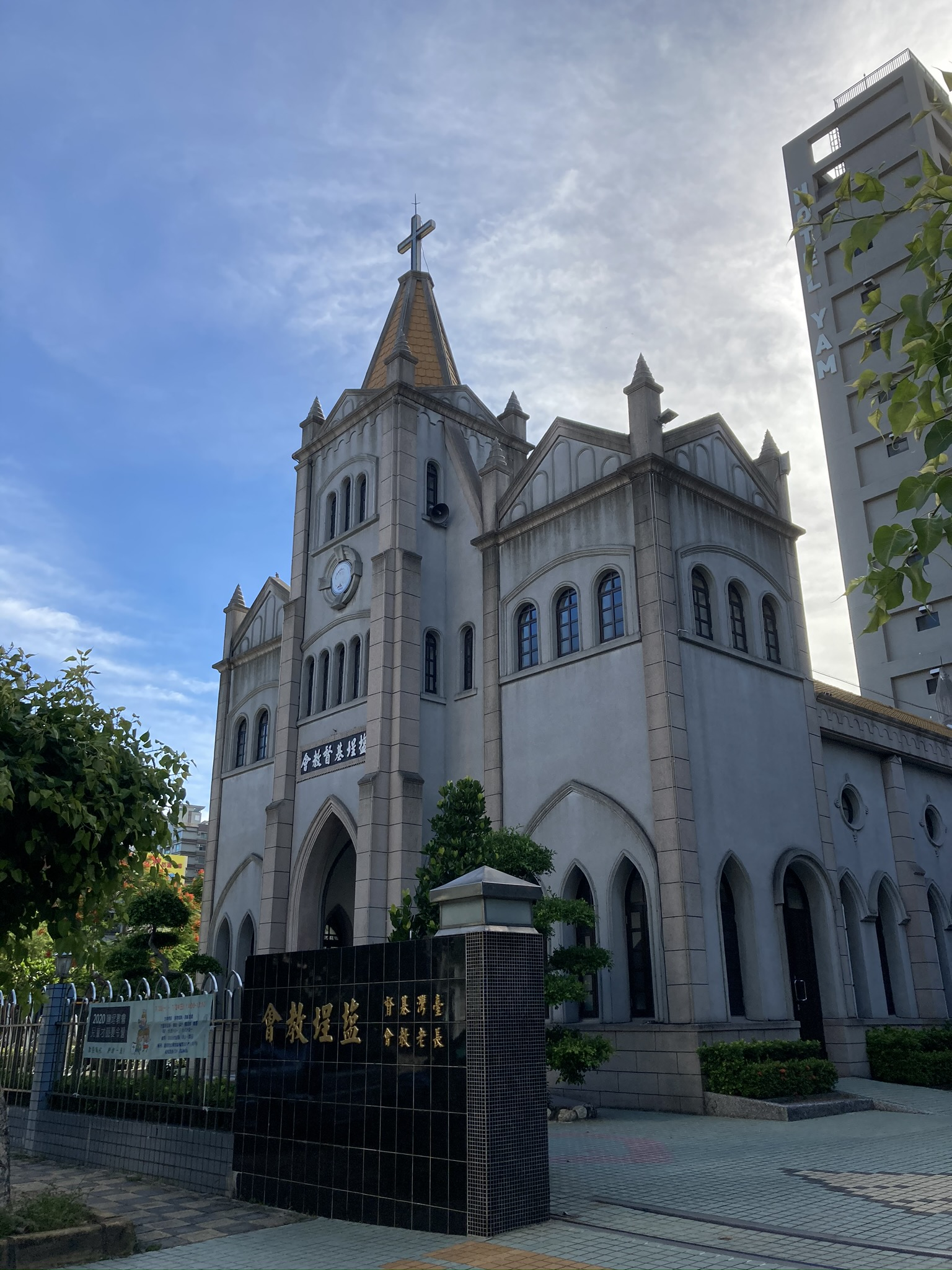
臺灣基督長老教會鹽埕教會
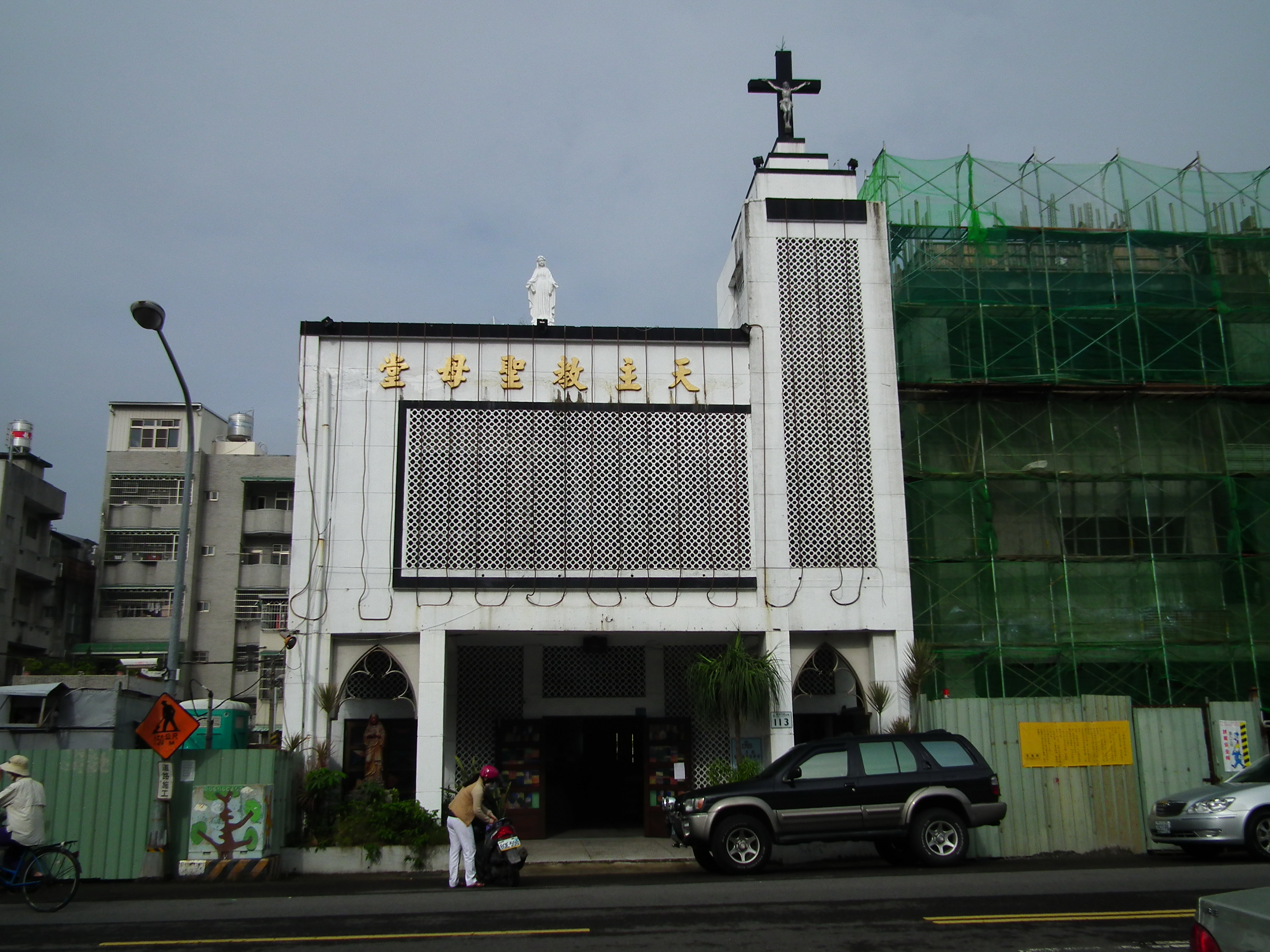
天主教聖母顯靈聖牌堂

## 教育

### 國民中學
- 高雄市立鹽埕國民中學

### 國民小學
- 高雄市鹽埕區鹽埕國民小學
- 高雄市鹽埕區忠孝國民小學
- 高雄市鹽埕區光榮國民小學

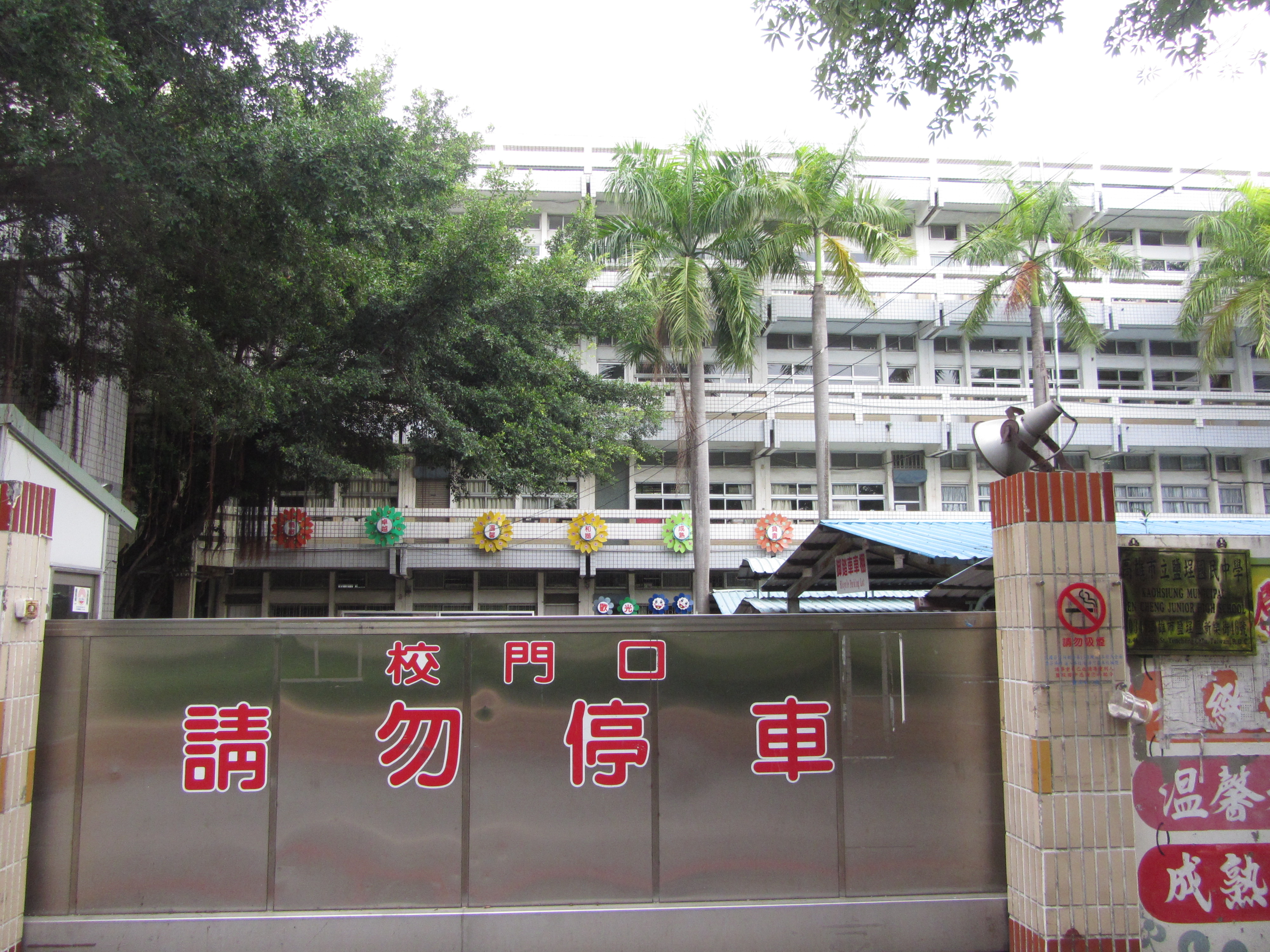
鹽埕國中
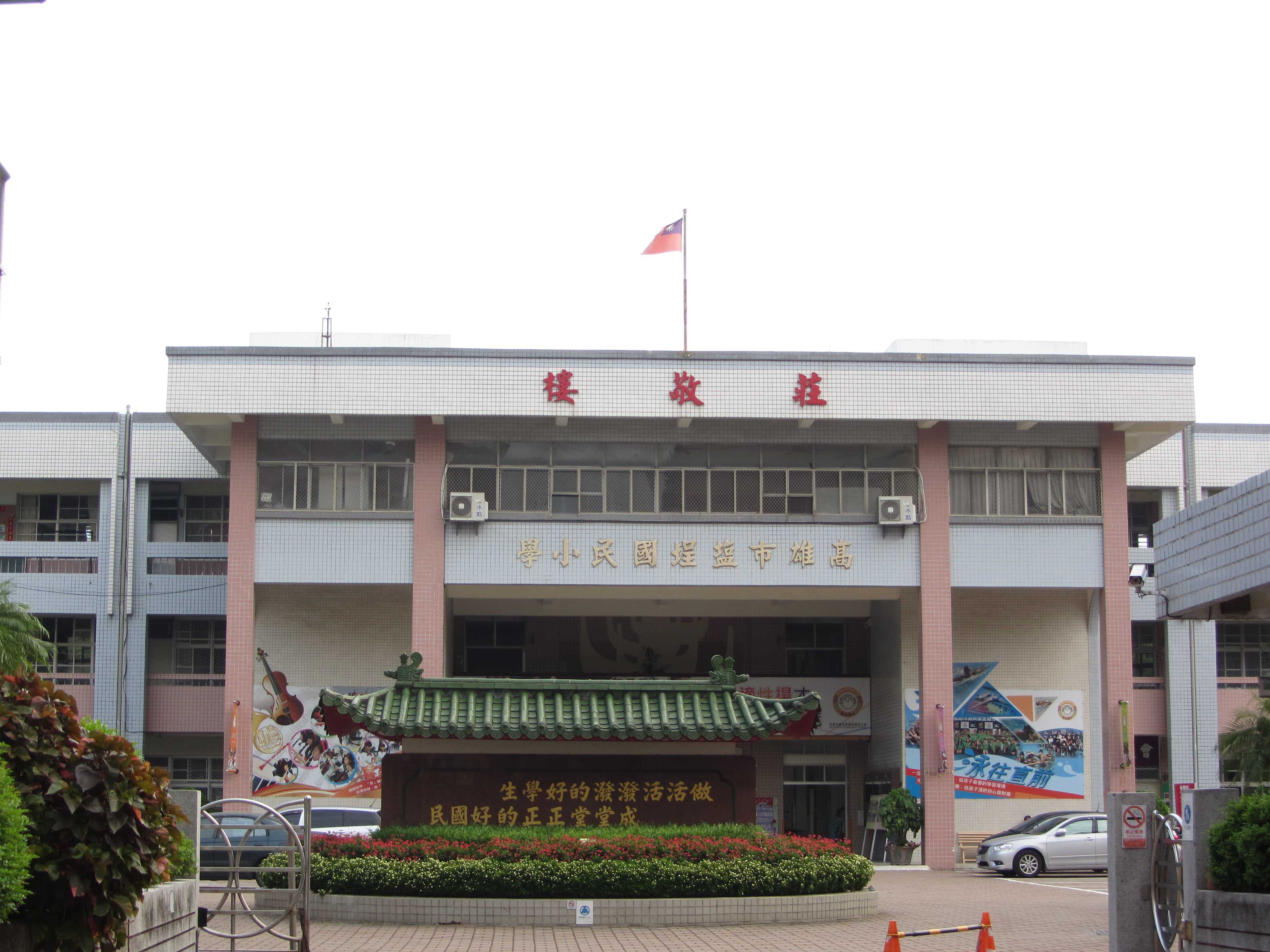
鹽埕國小
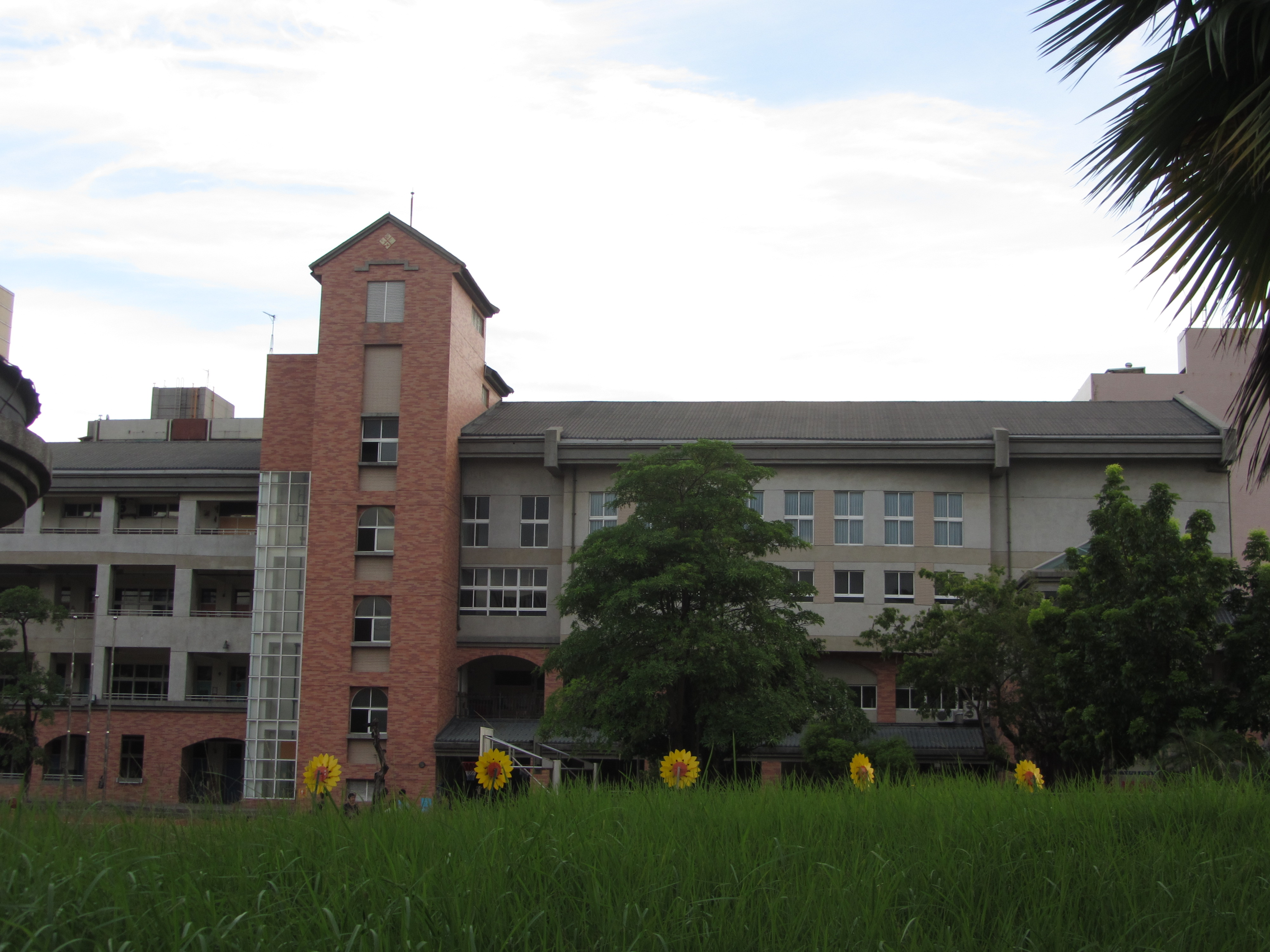
光榮國小

## 交通

### 捷運
高雄捷運
- █ 橘線：鹽埕埔站
- █ 環狀輕軌：C11真愛碼頭站 - C12駁二大義站 - C13駁二蓬萊站

### 主要道路
- 建國四路
- 五福四路
- 七賢三路
- 中正四路
- 真愛碼頭
- 公園二路
- 大公路
- 大仁路
- 大勇路
- 大智路
- 新樂街

### 公共自行車

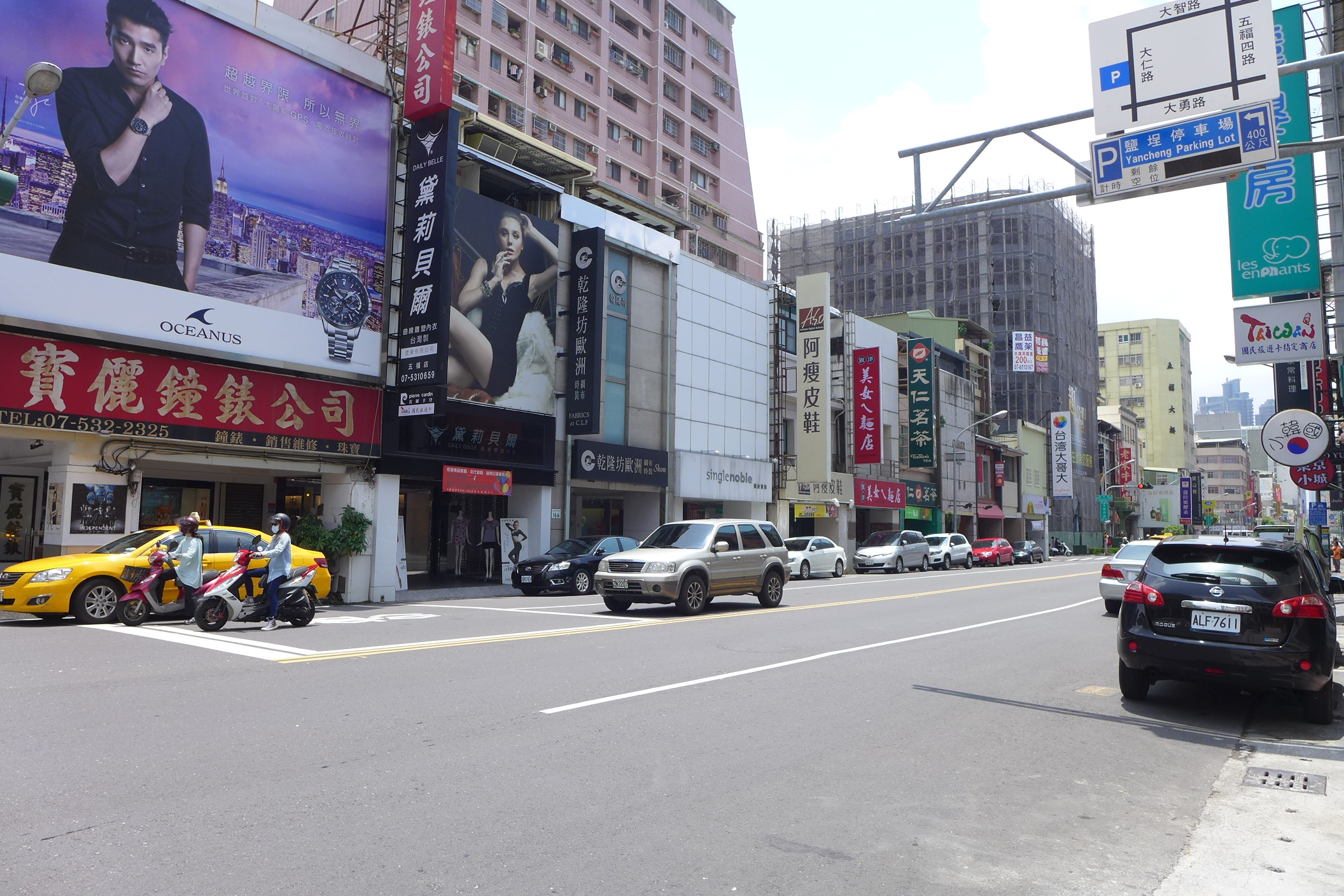
鹽埕區五福四路
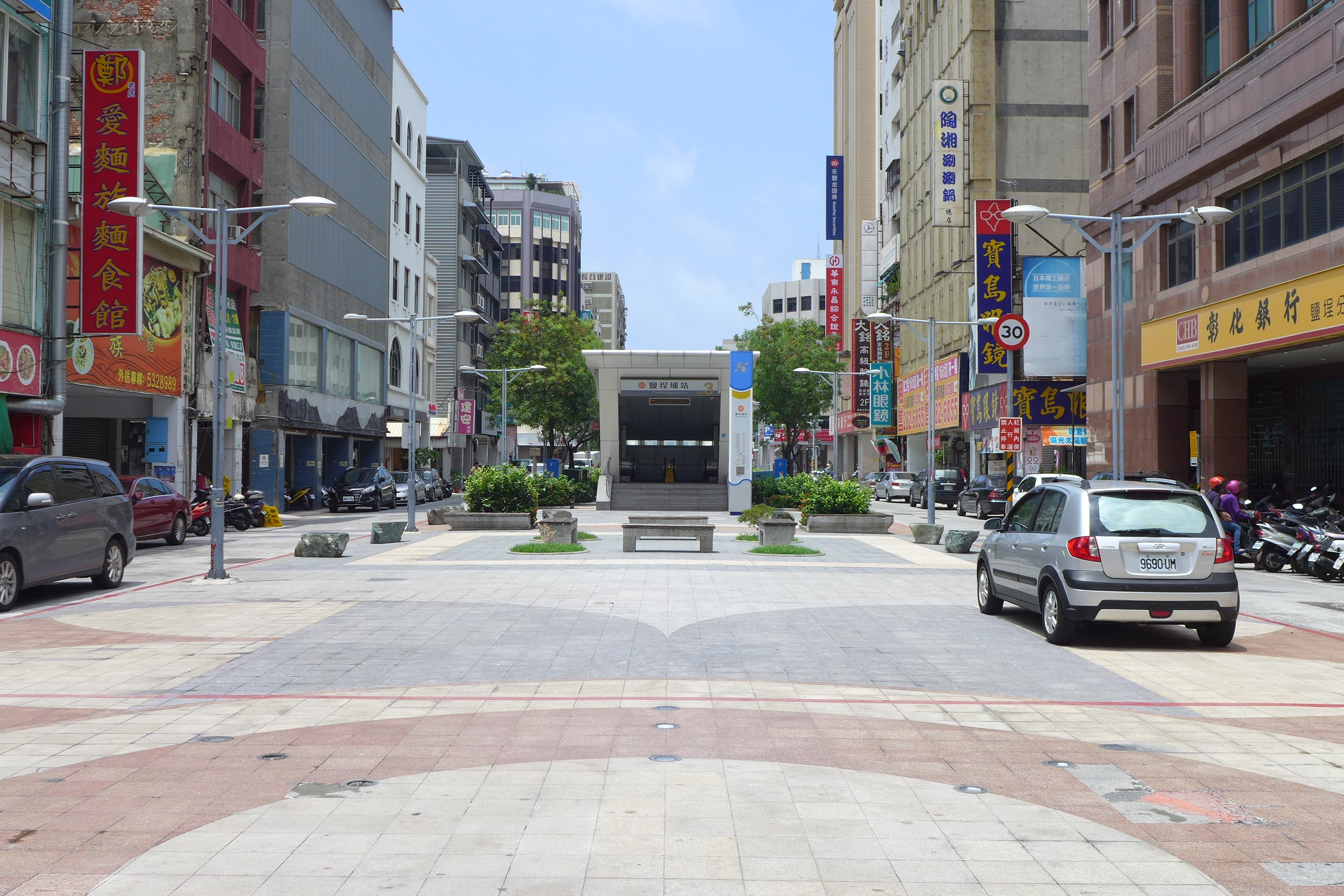
鹽埕區大勇路
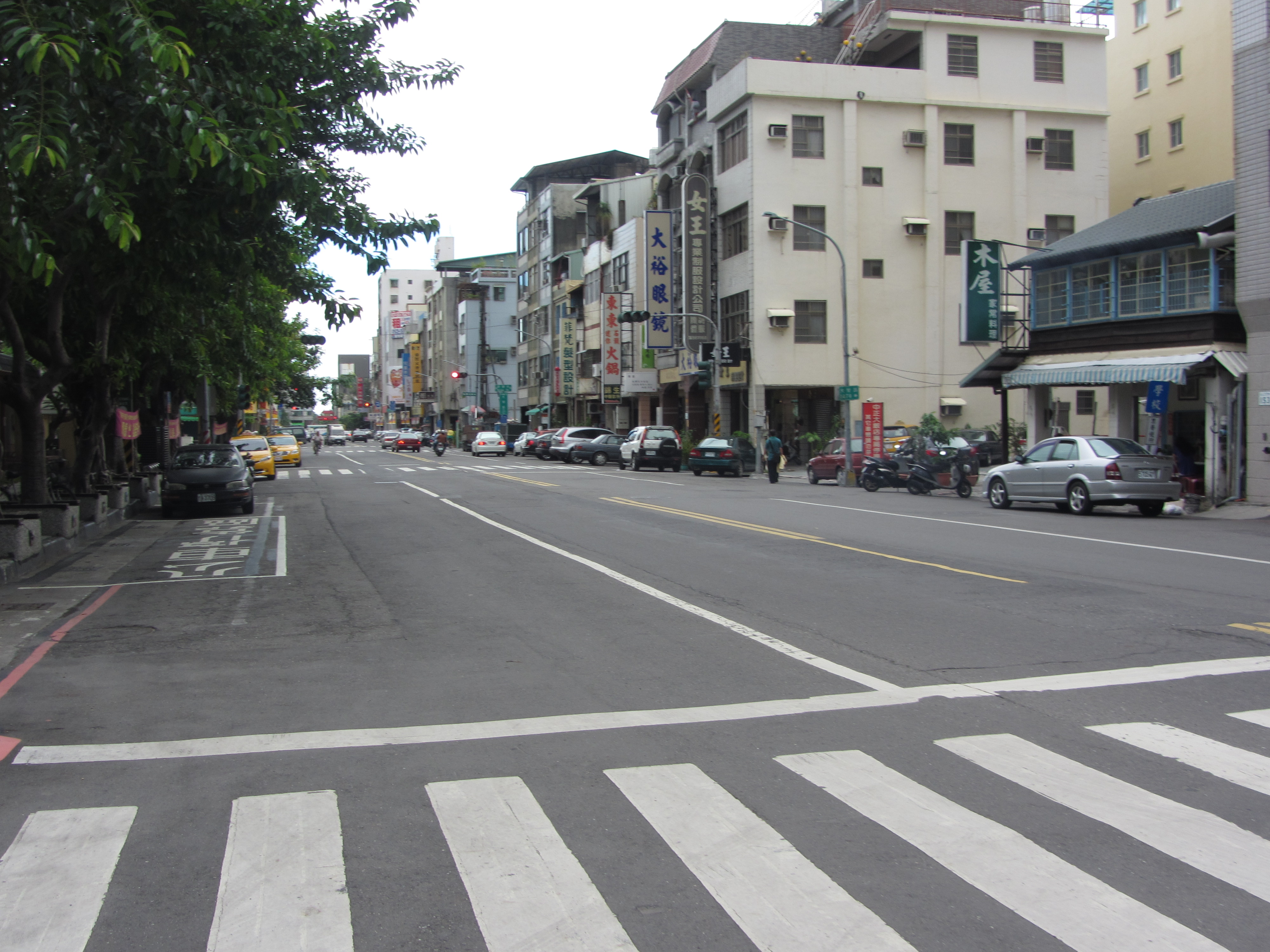
鹽埕區大智路
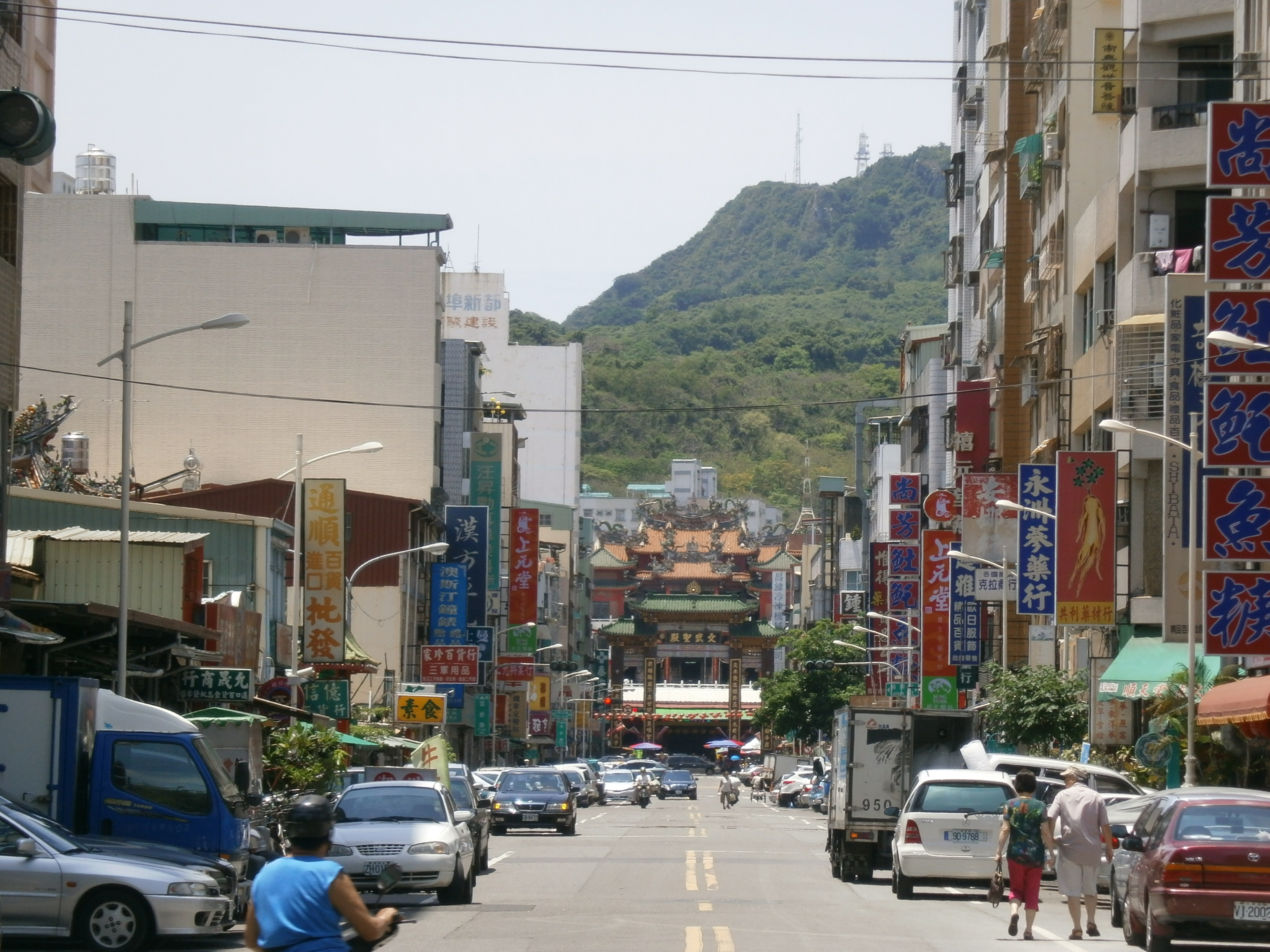
鹽埕區富野路
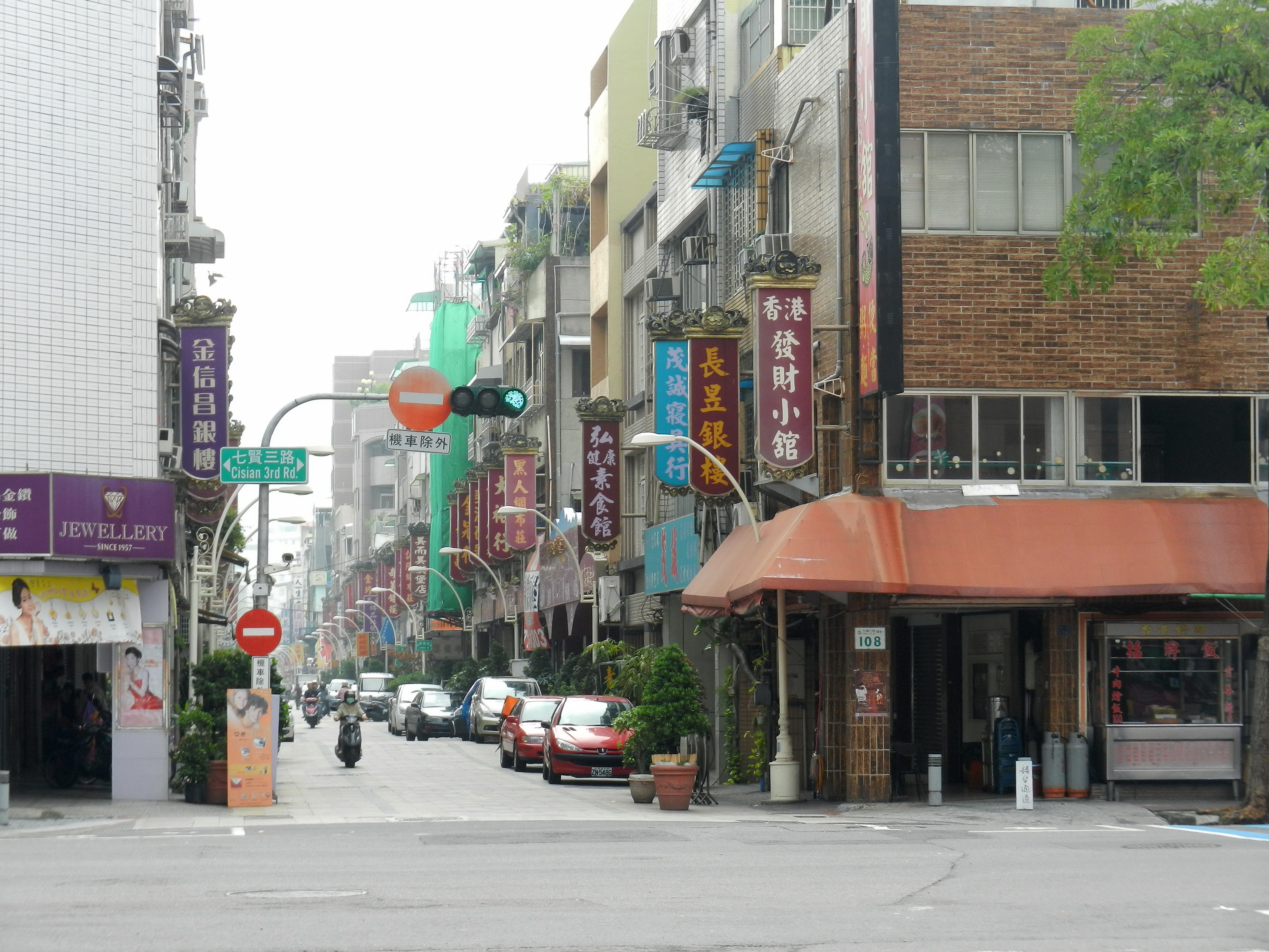
鹽埕區新樂街
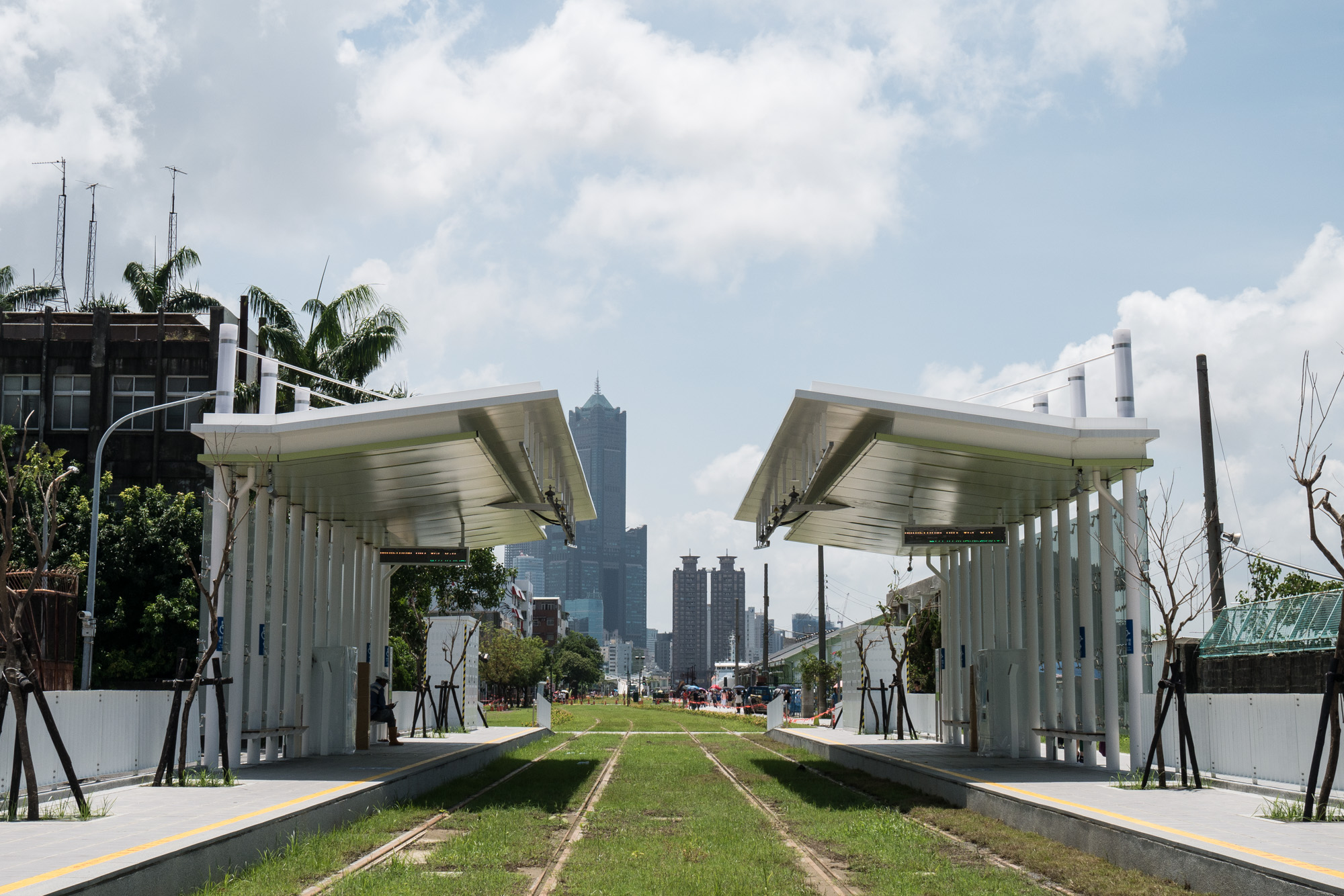
輕軌駁二蓬萊站

## 機構
- 鹽埕區行政中心
- 高雄市立歷史博物館（原高雄市役所）
- 高雄國際會議中心
- 高雄市電影館
- 高雄市音樂館
- 高雄流行音樂中心
- 高雄市數位內容創意中心
- 高雄市立圖書館鹽埕分館
- 鹽埕示範公有市場
- 鹽埕立體停車場

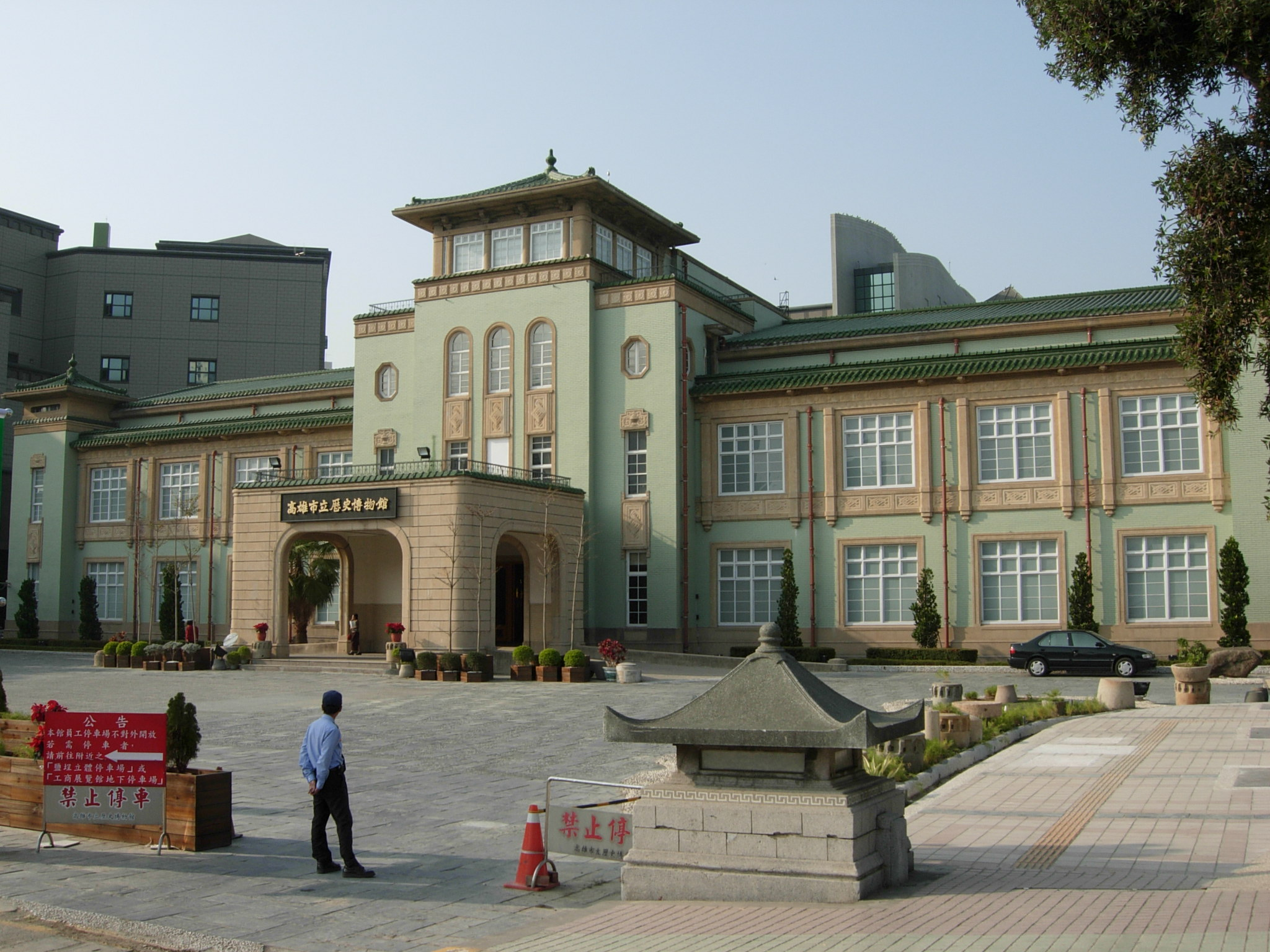
高雄市立歷史博物館
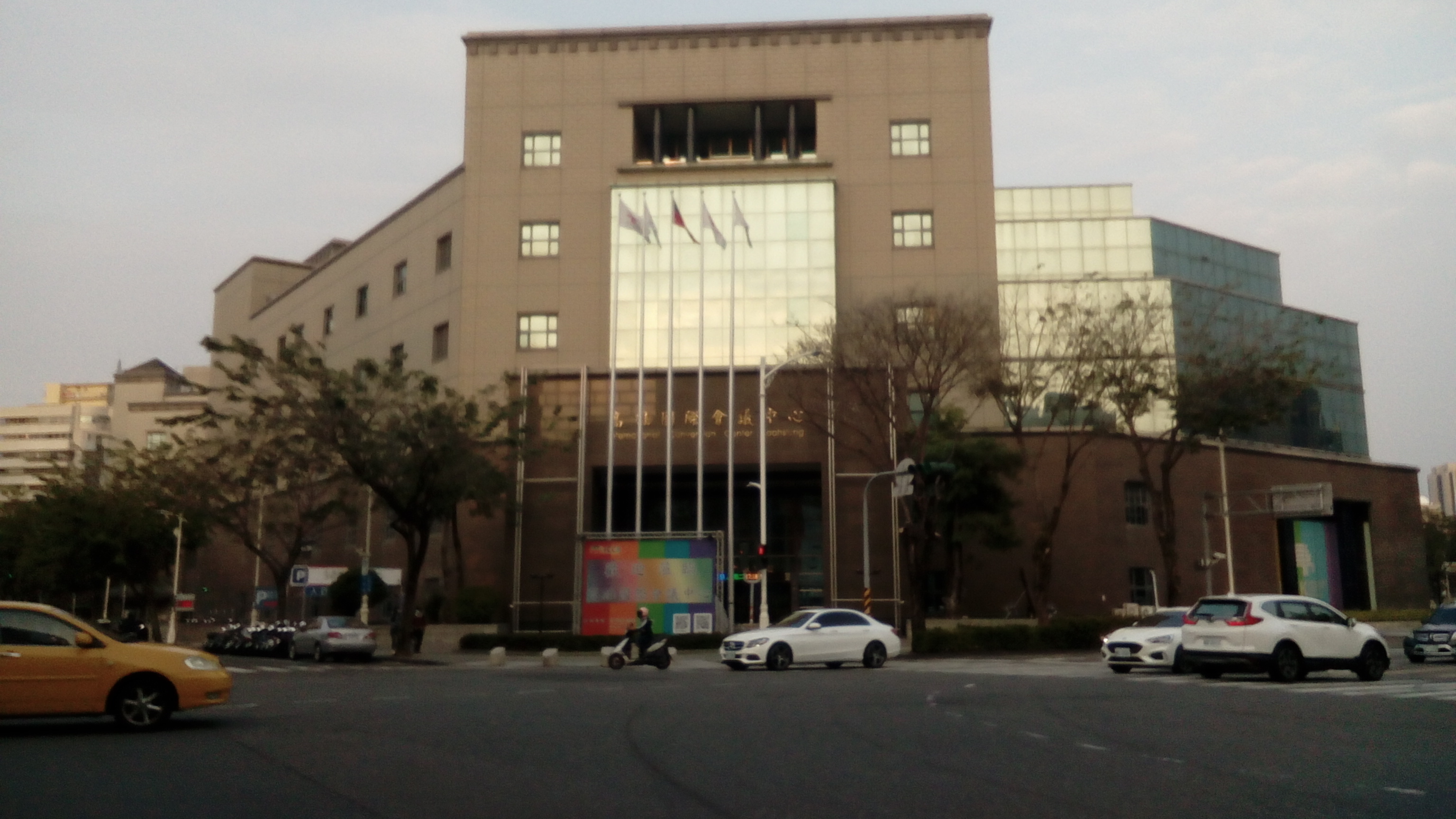
高雄國際會議中心
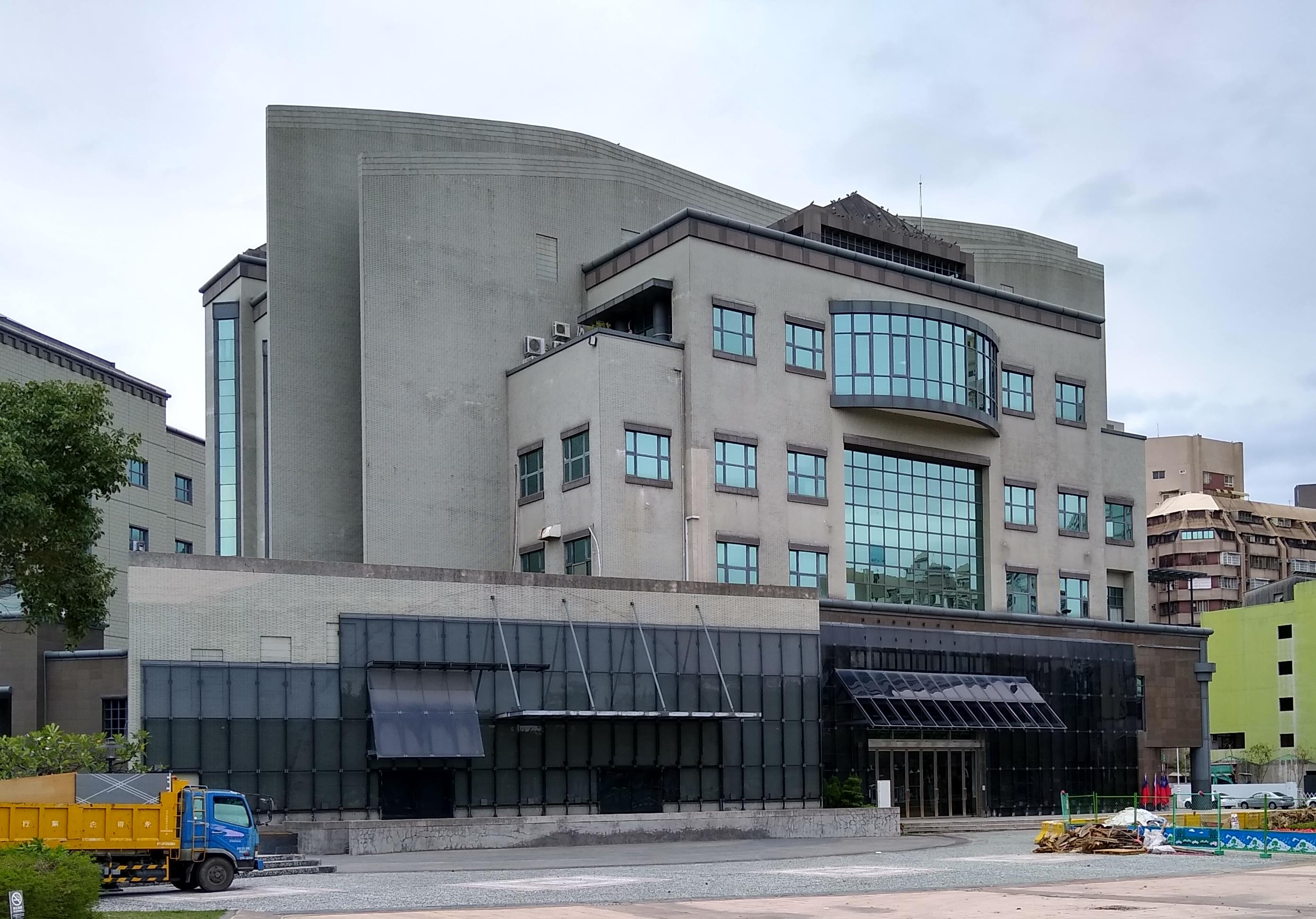
高雄市音樂館
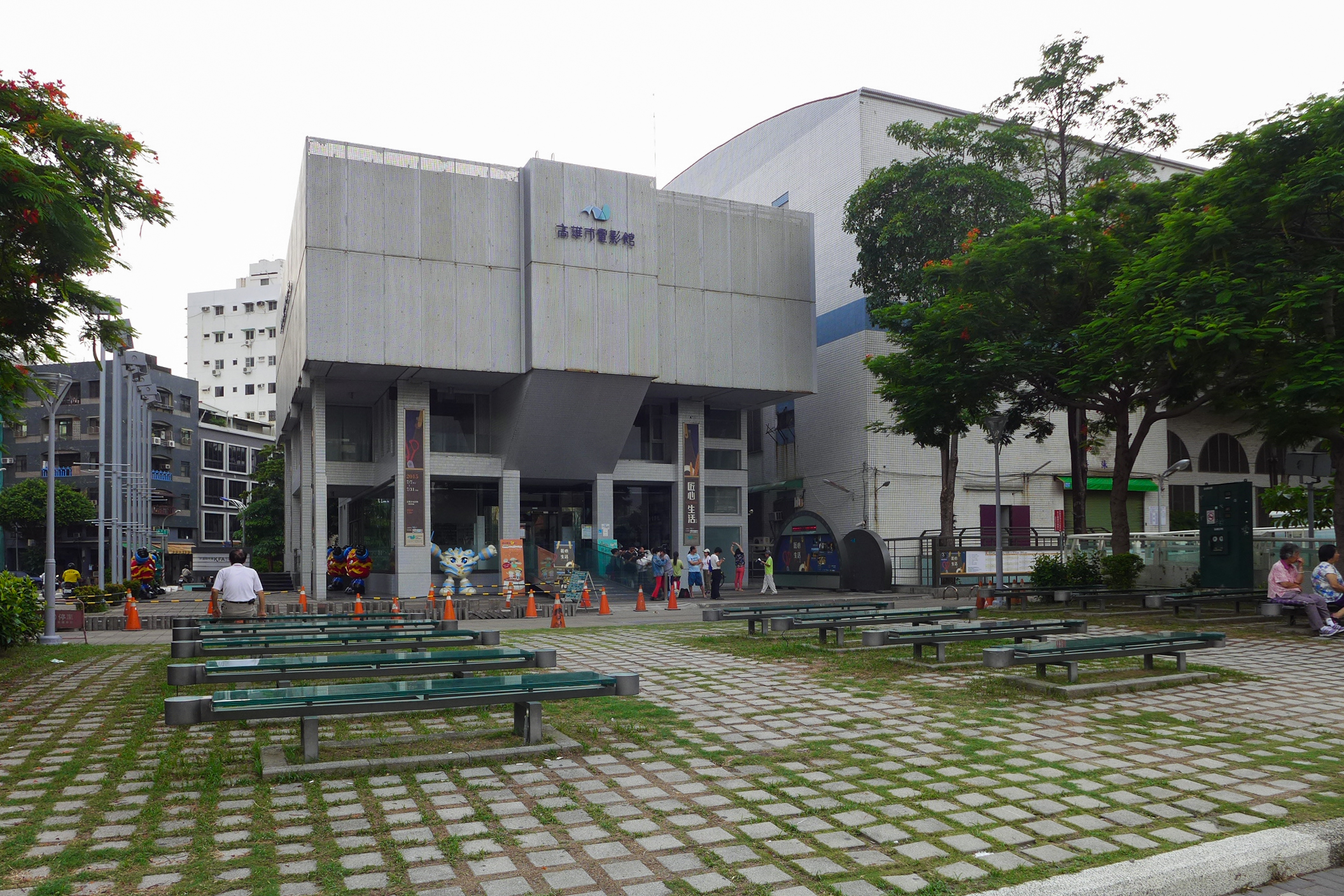
高雄市電影館
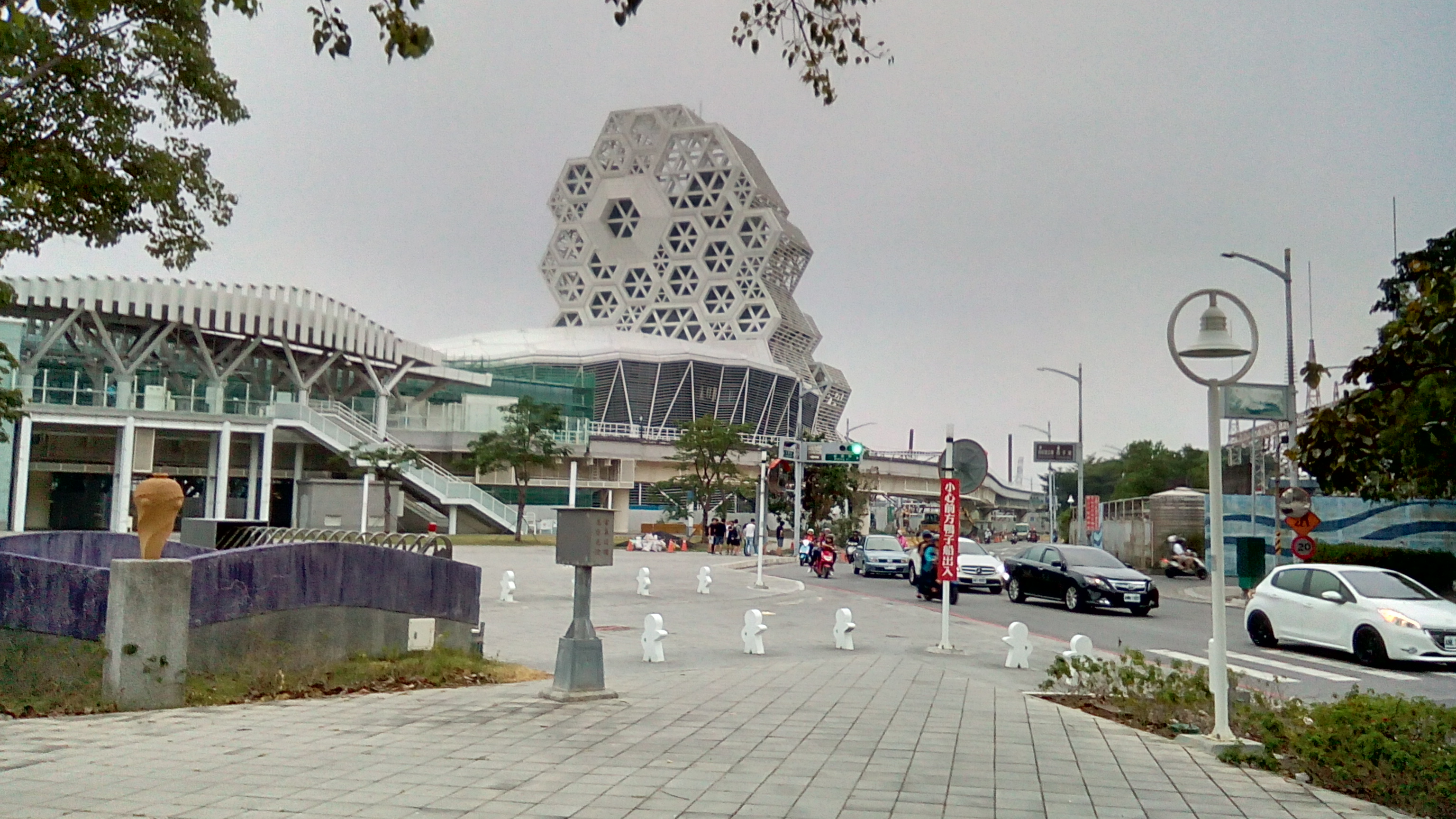
高雄流行音樂中心
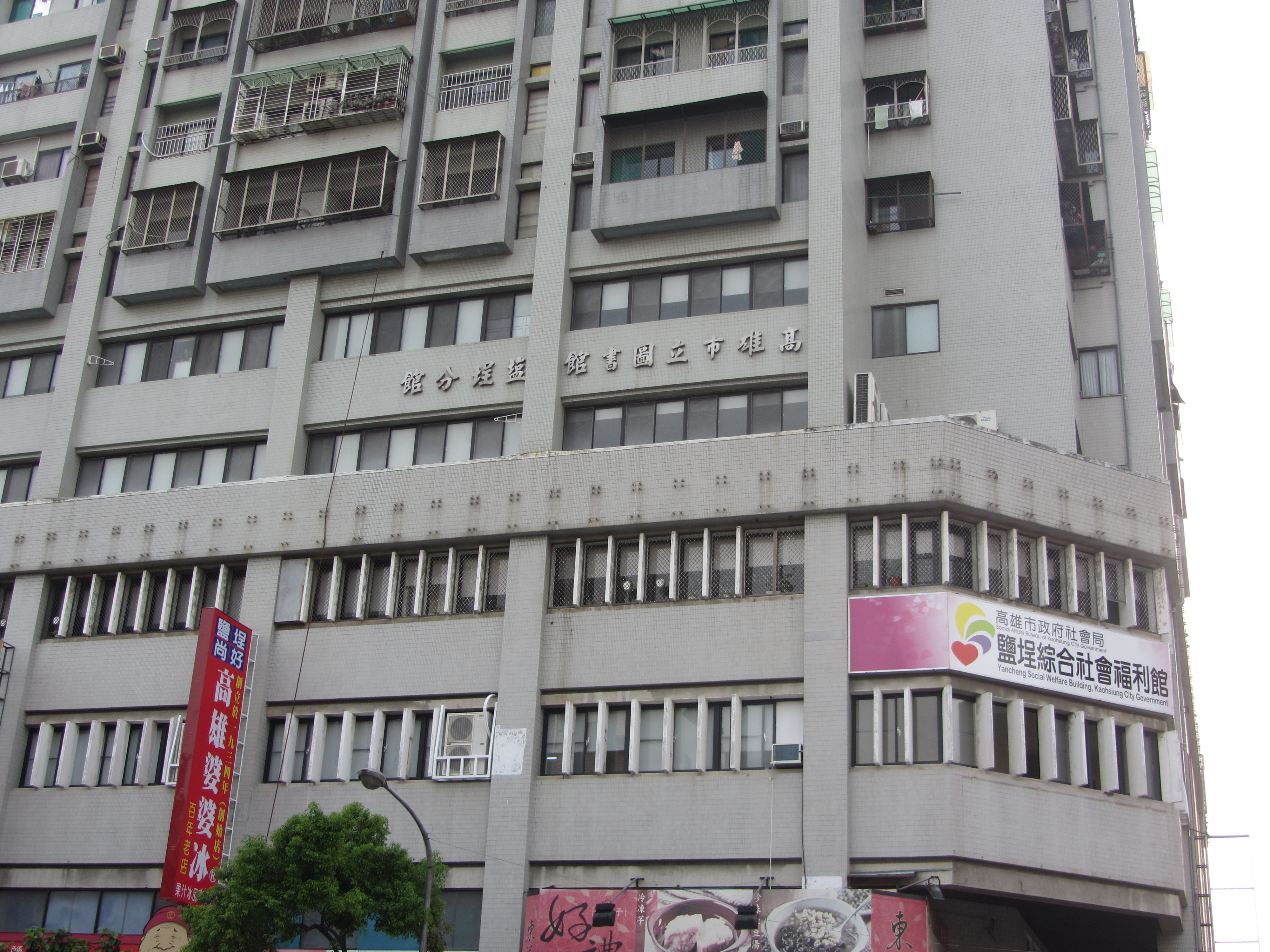
鹽埕示範公有市場及高雄市立圖書館鹽埕分館
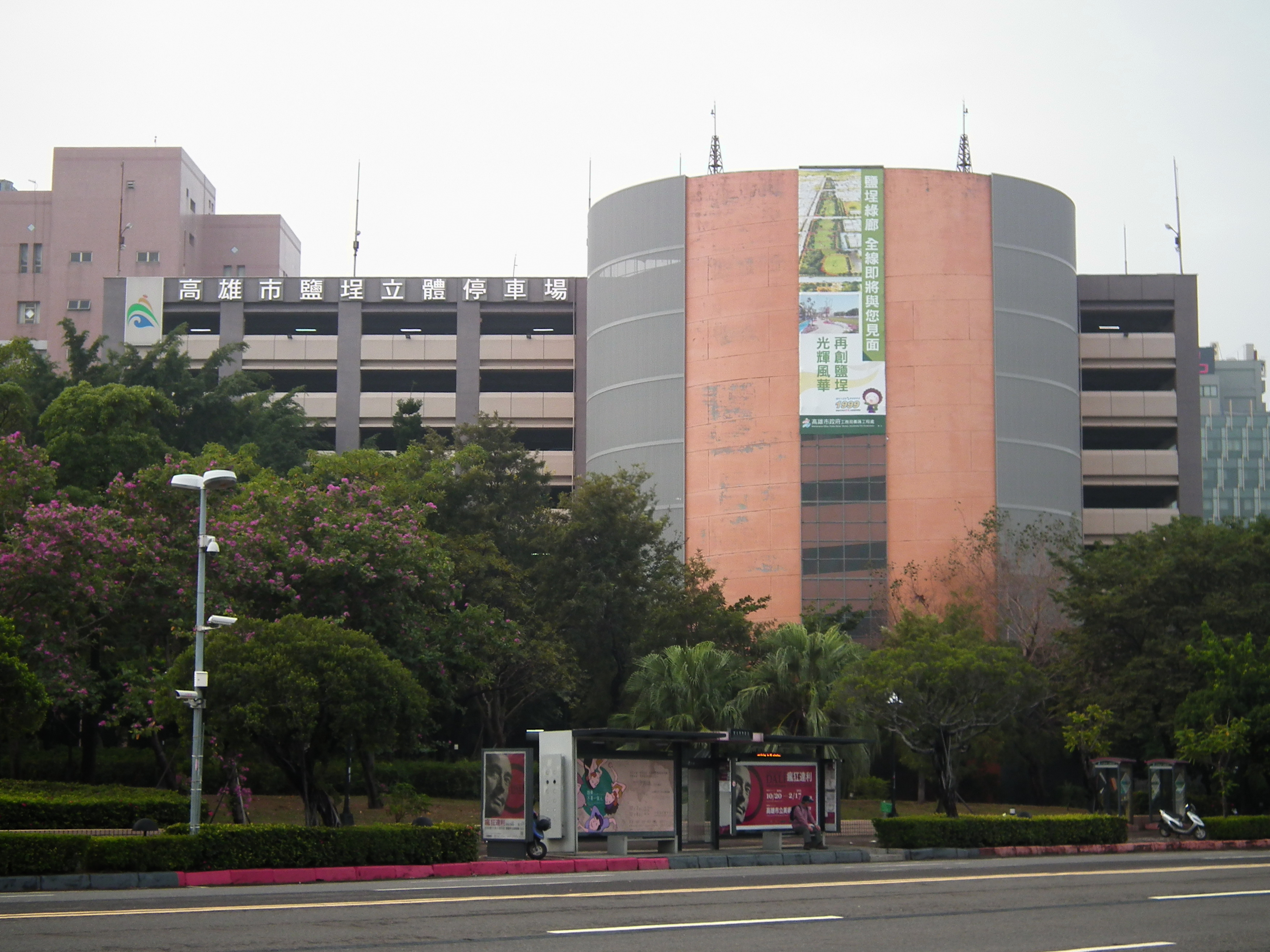
鹽埕立體停車場

## 旅遊景點

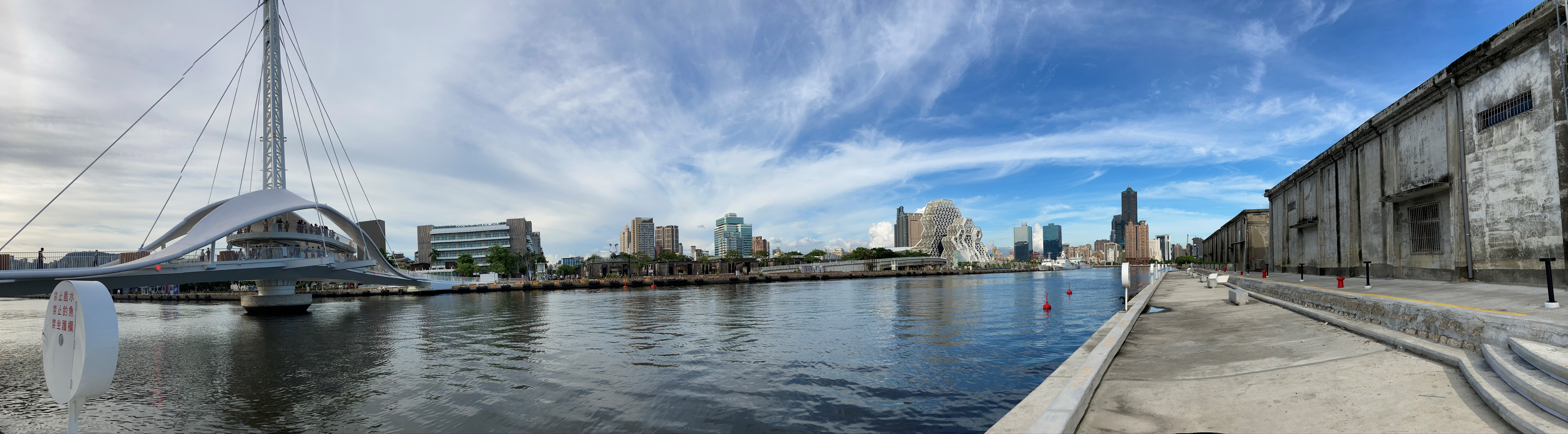
大港橋與高雄水岸

- 愛河
- 高雄市二二八和平公園（原高雄地下街）
- 輕軌愛河橋（日语：軽軌愛河橋）（原苓雅寮鐵路橋）
- 大港橋
- 真愛碼頭

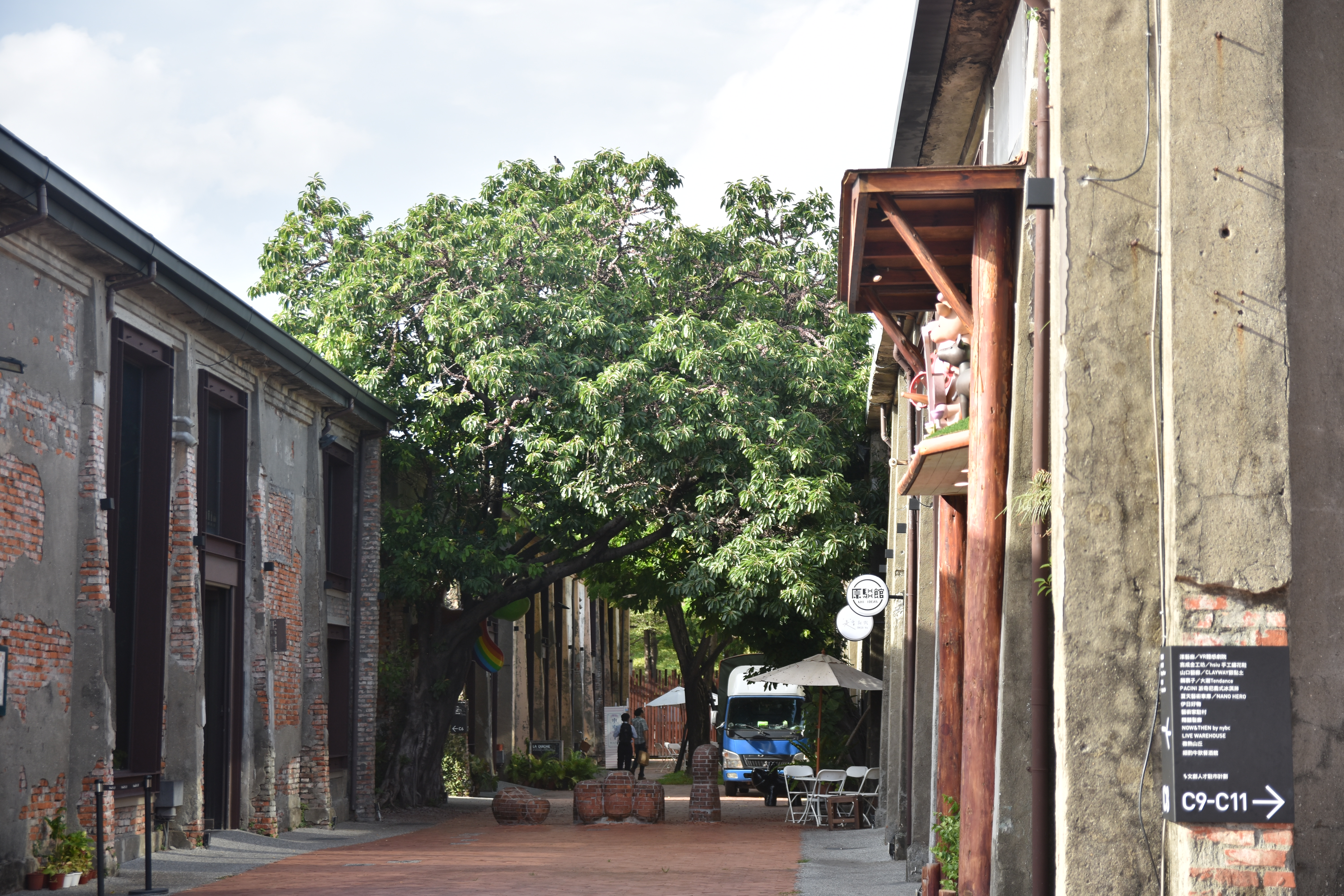
駁二藝術特區大勇倉庫群
- 駁二藝術特區大義倉庫群
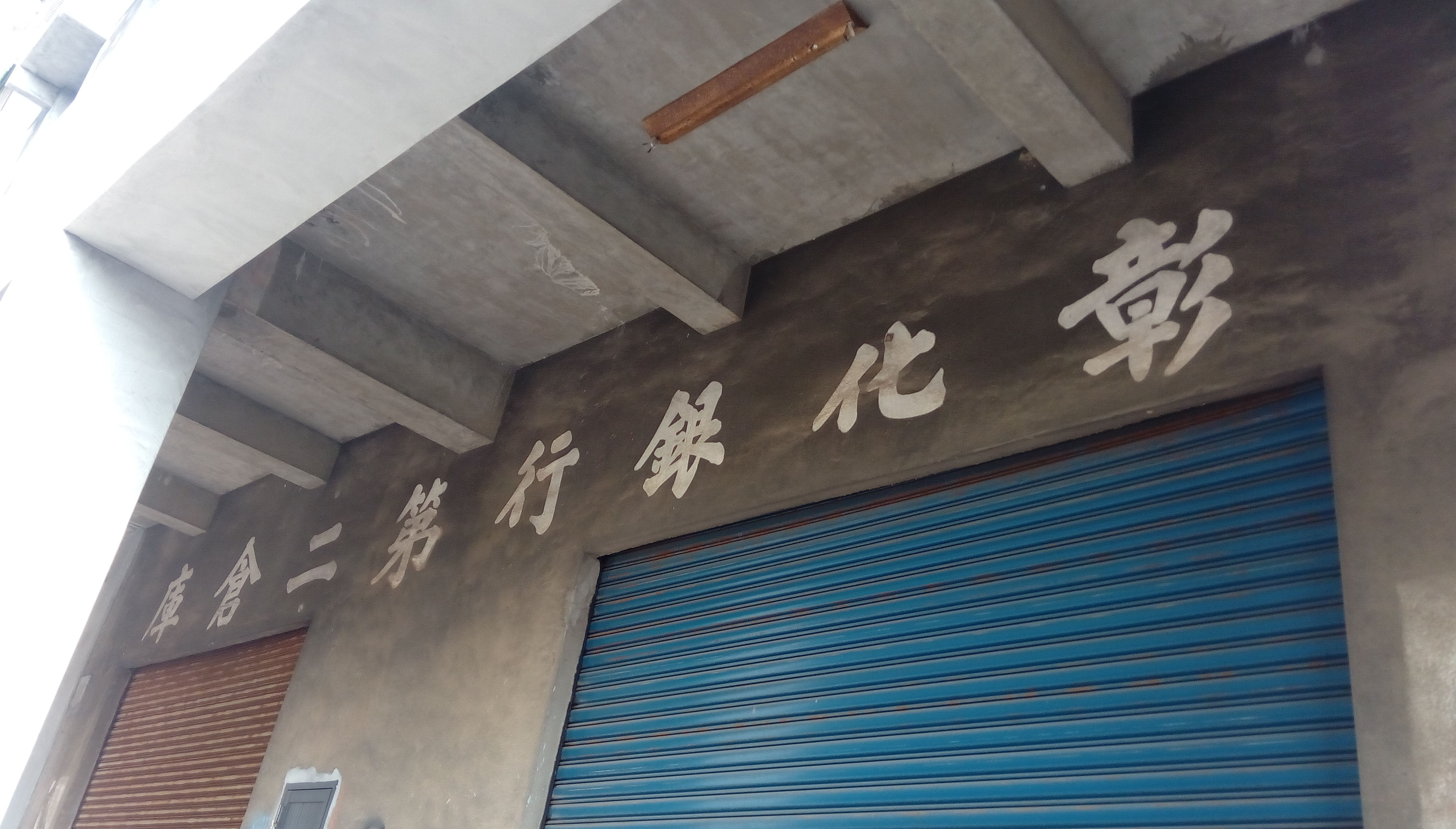
第一銀行高雄倉庫
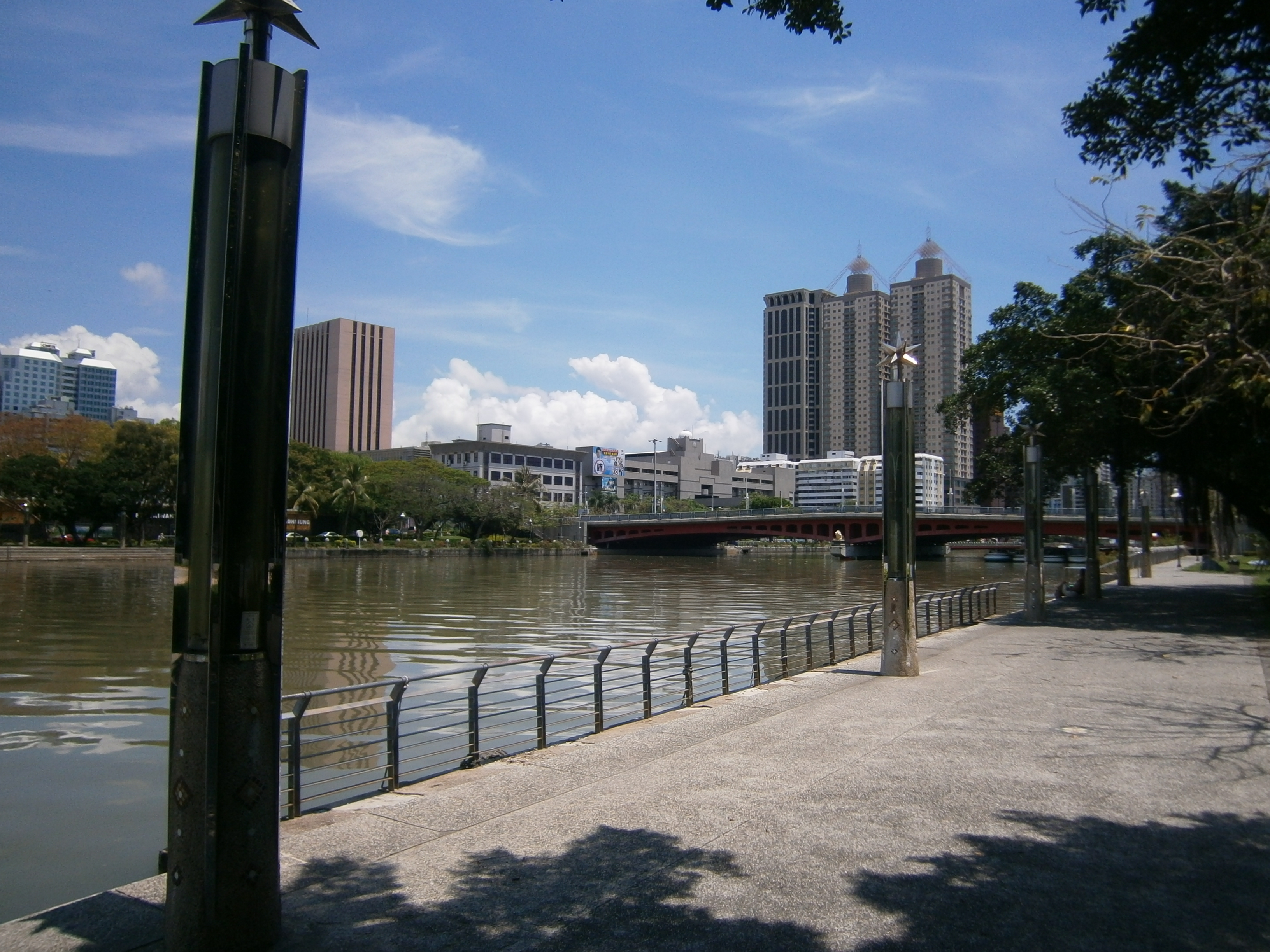
愛河西畔
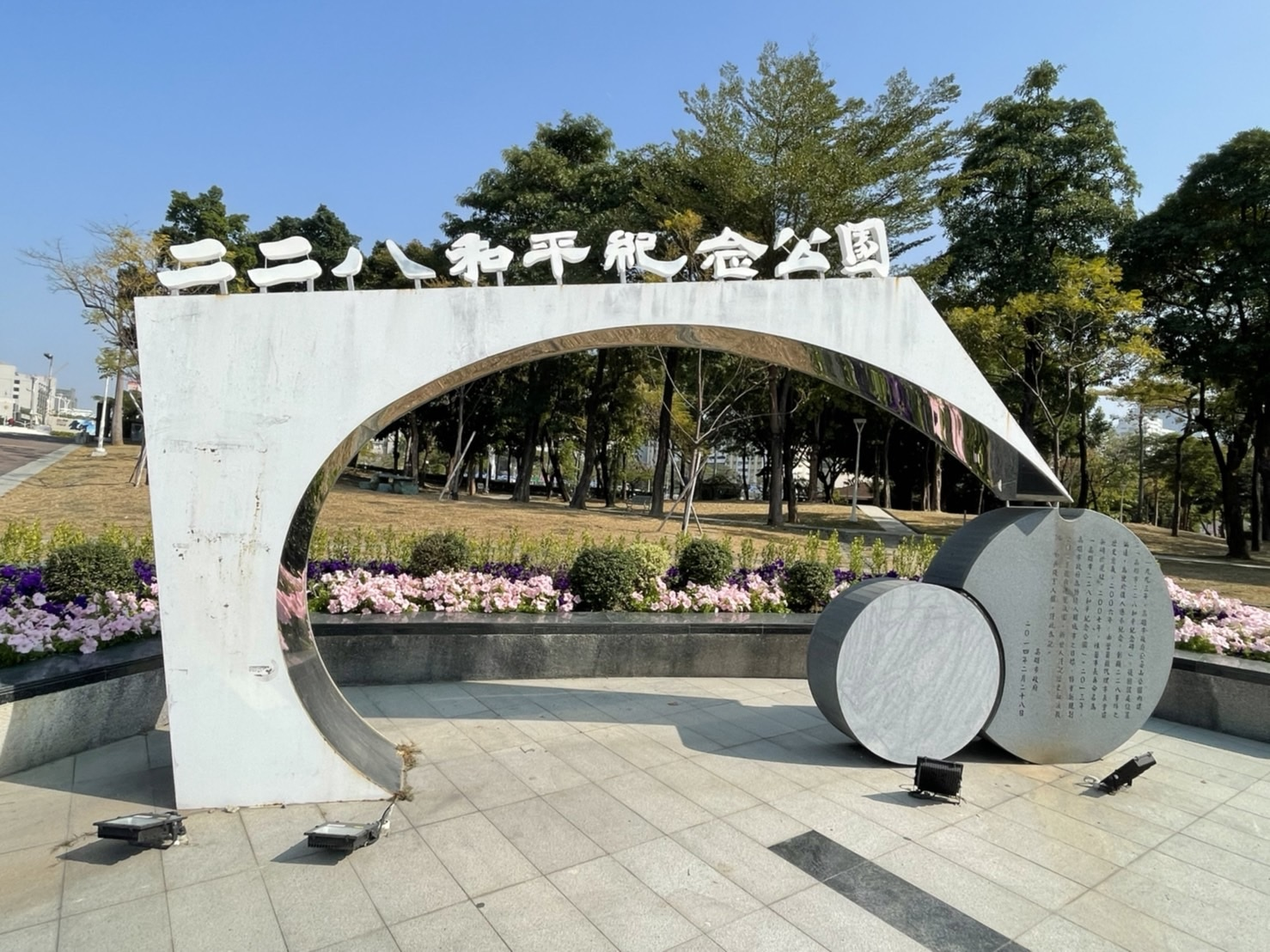
高雄市228和平紀念公園
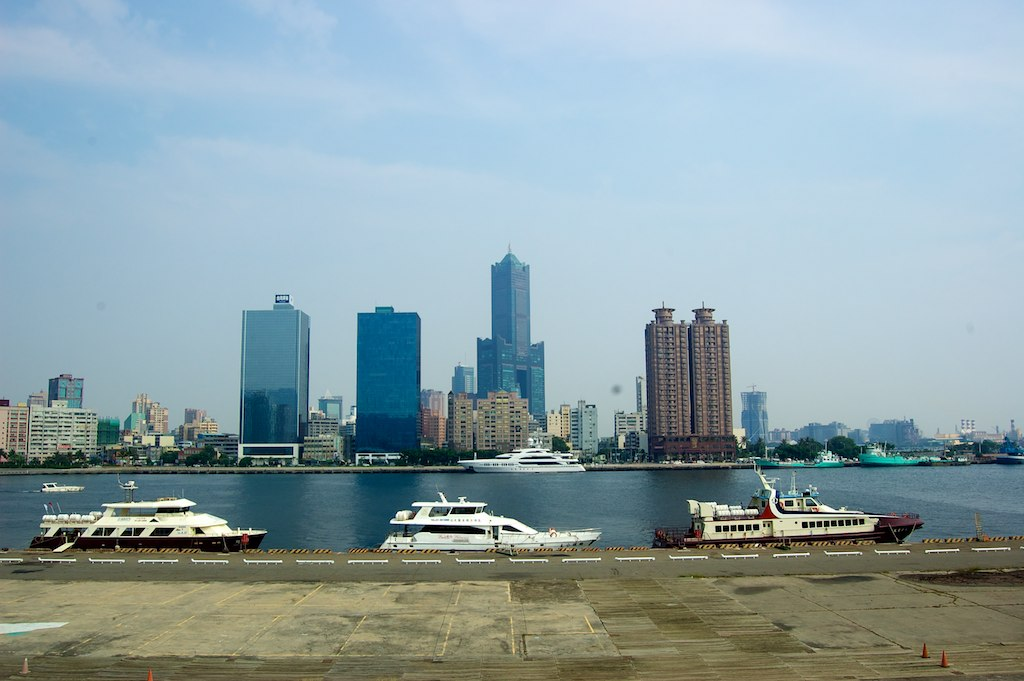
2011年的真愛碼頭
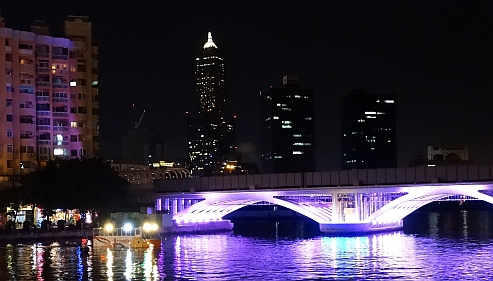
輕軌愛河橋（原苓雅寮鐵路橋）

- 駁二八號倉庫（原彰化銀行第二倉庫）
- 高雄港員工候工室
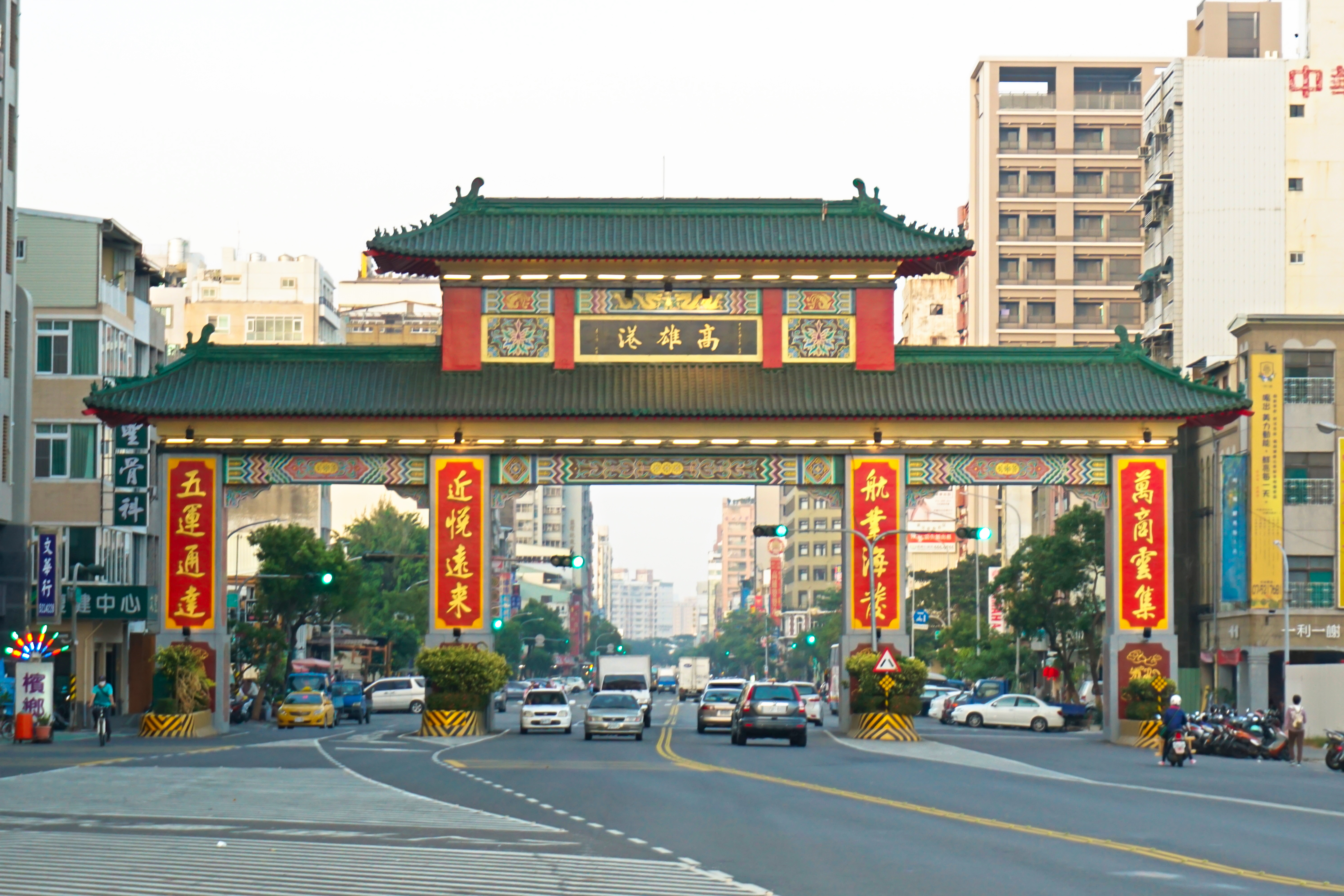
高雄港入口牌樓
- 原臺灣省菸酒公賣局高雄分局
- 大溝頂
- 賊仔市
- 竹器街（五福四路）
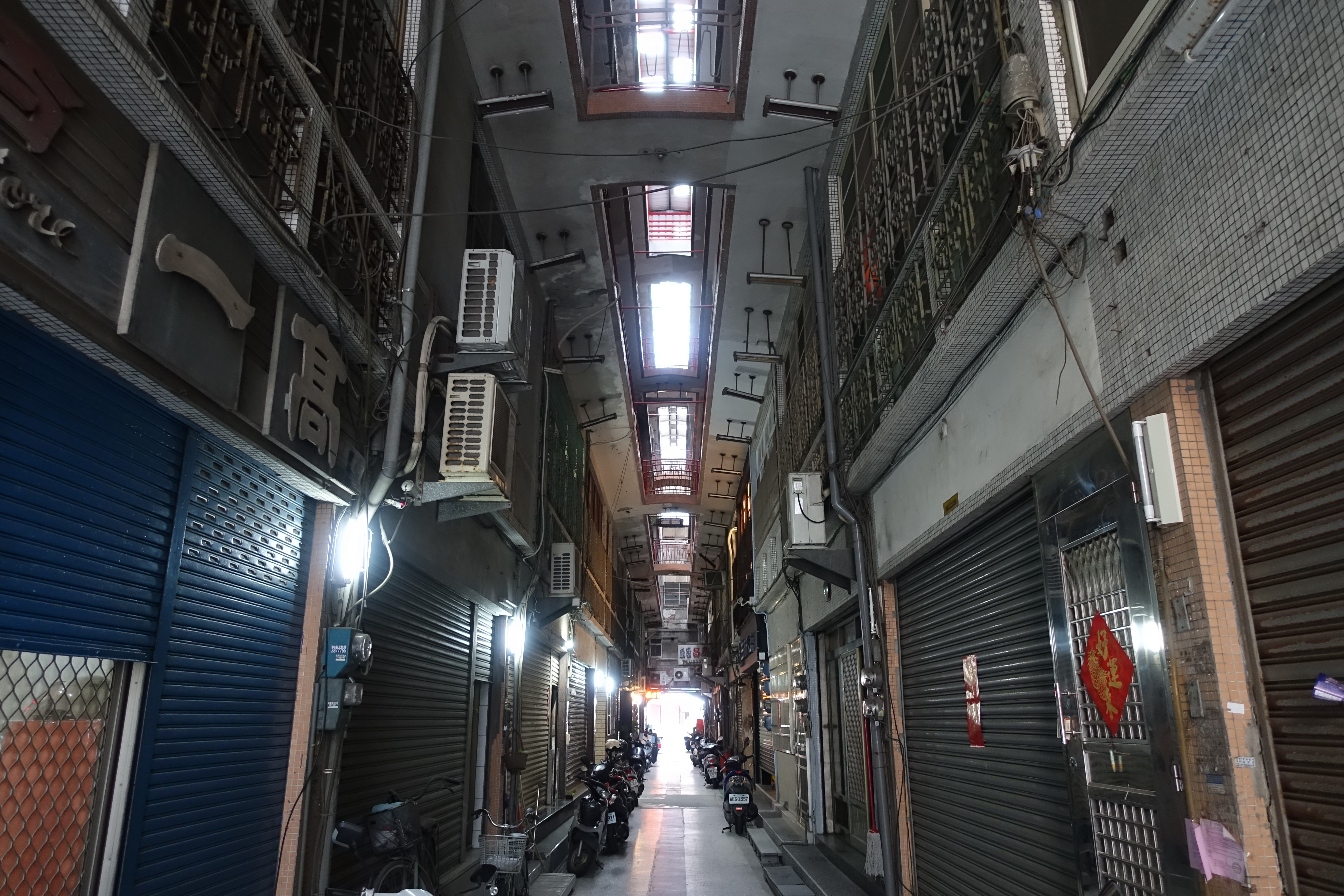
國際商場（高雄銀座）
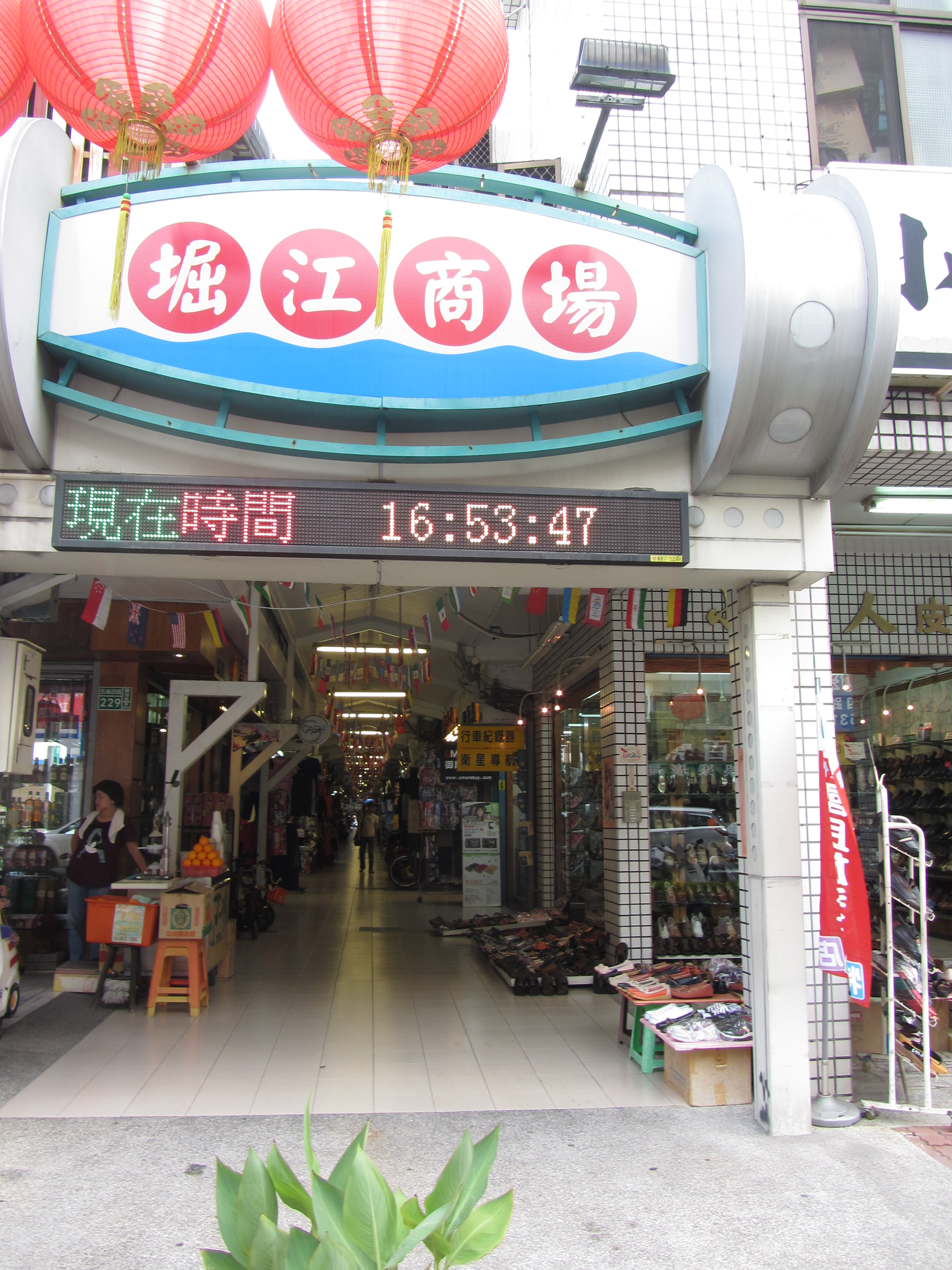
堀江商場
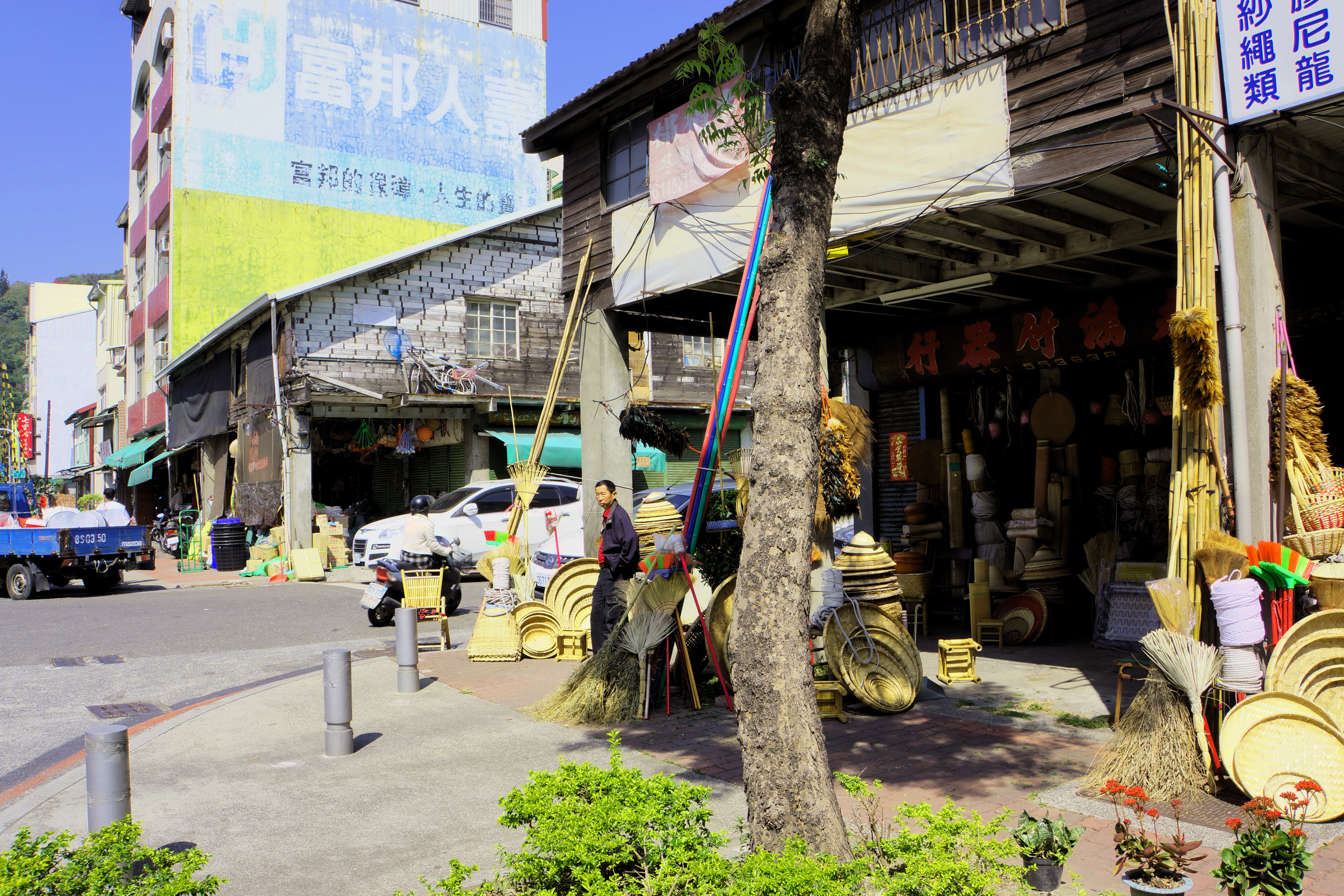
竹器街（五福四路）
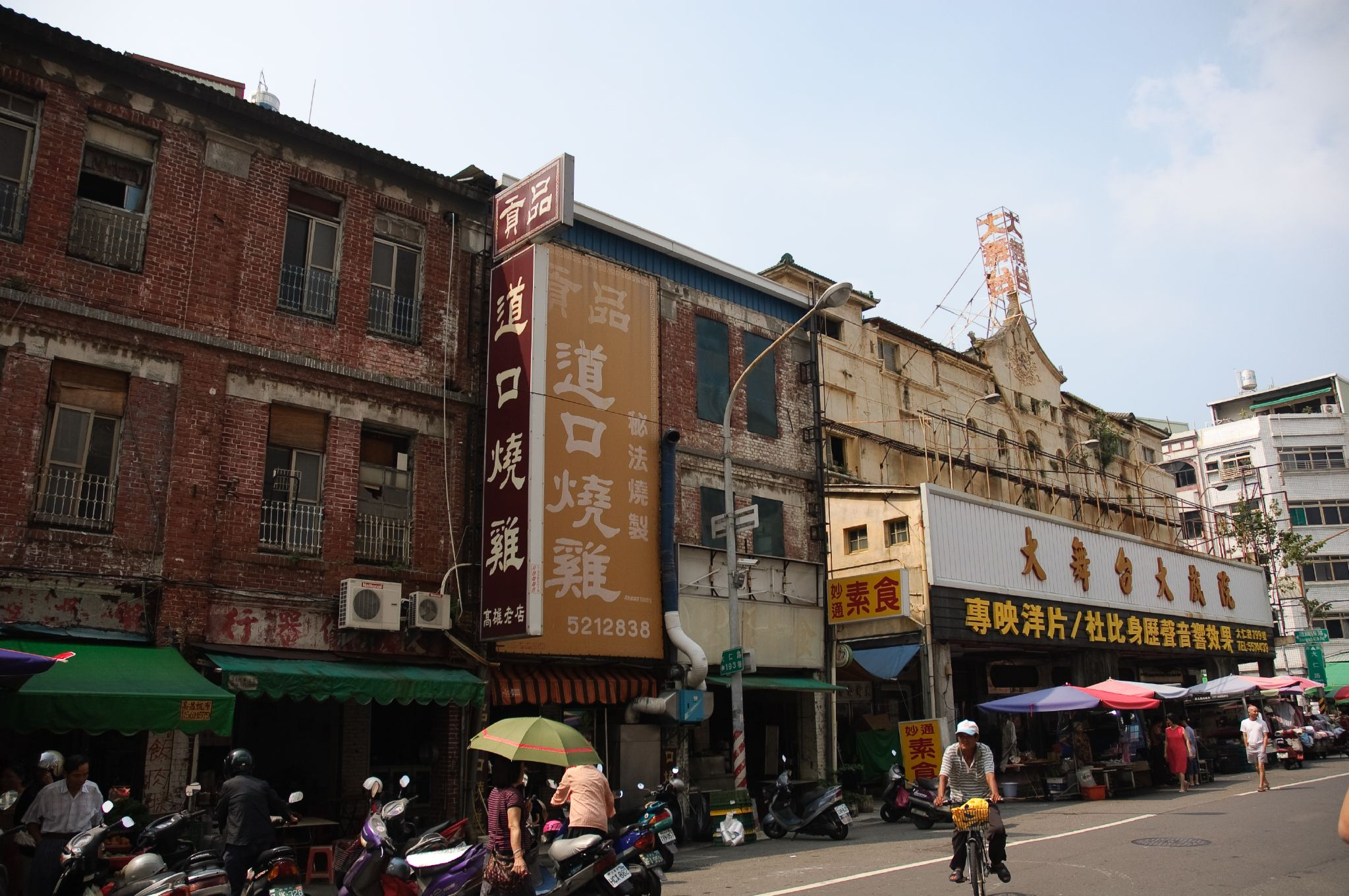
右側的大舞台戲院（已拆除）與左側的慶雲藥行

- 建國市場
- 林迦古厝
- 蔡胡古厝
- 高雄市第三信用合作社（原興業信用組合）
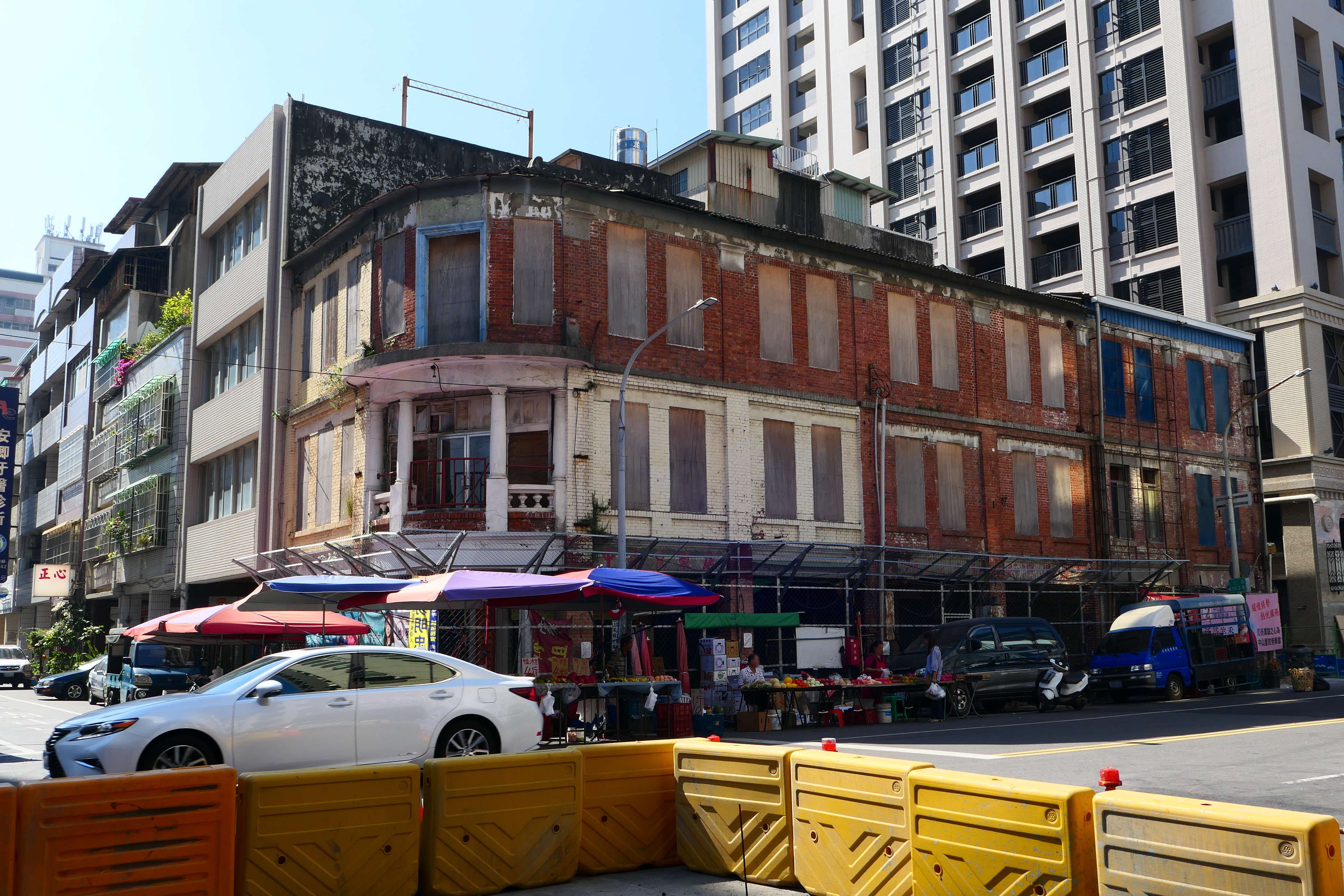
原鹽埕町二丁目連棟街屋（慶雲藥行/樓外樓）
- 帖佐醫院（堀江町日式街屋)
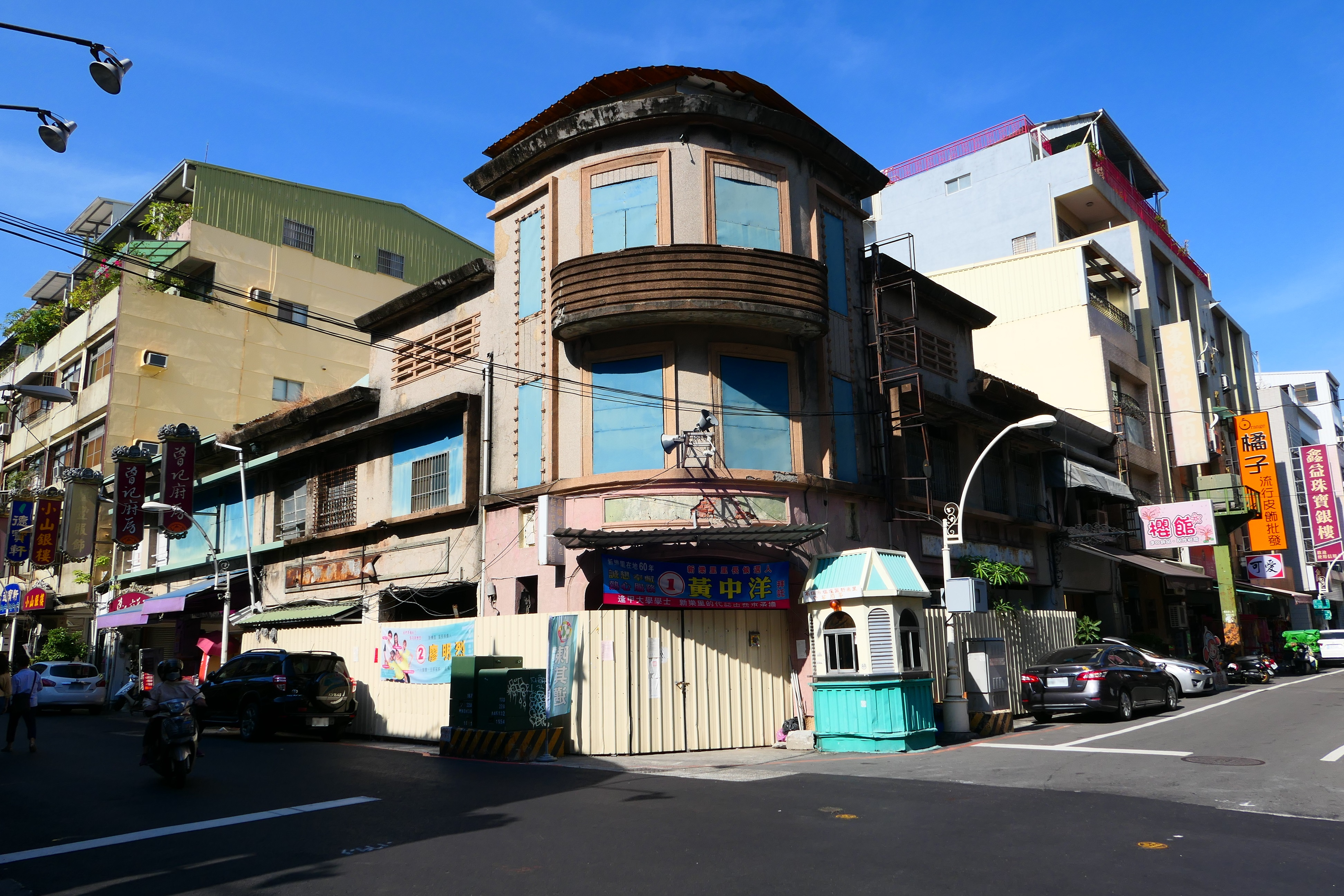
友松醫院
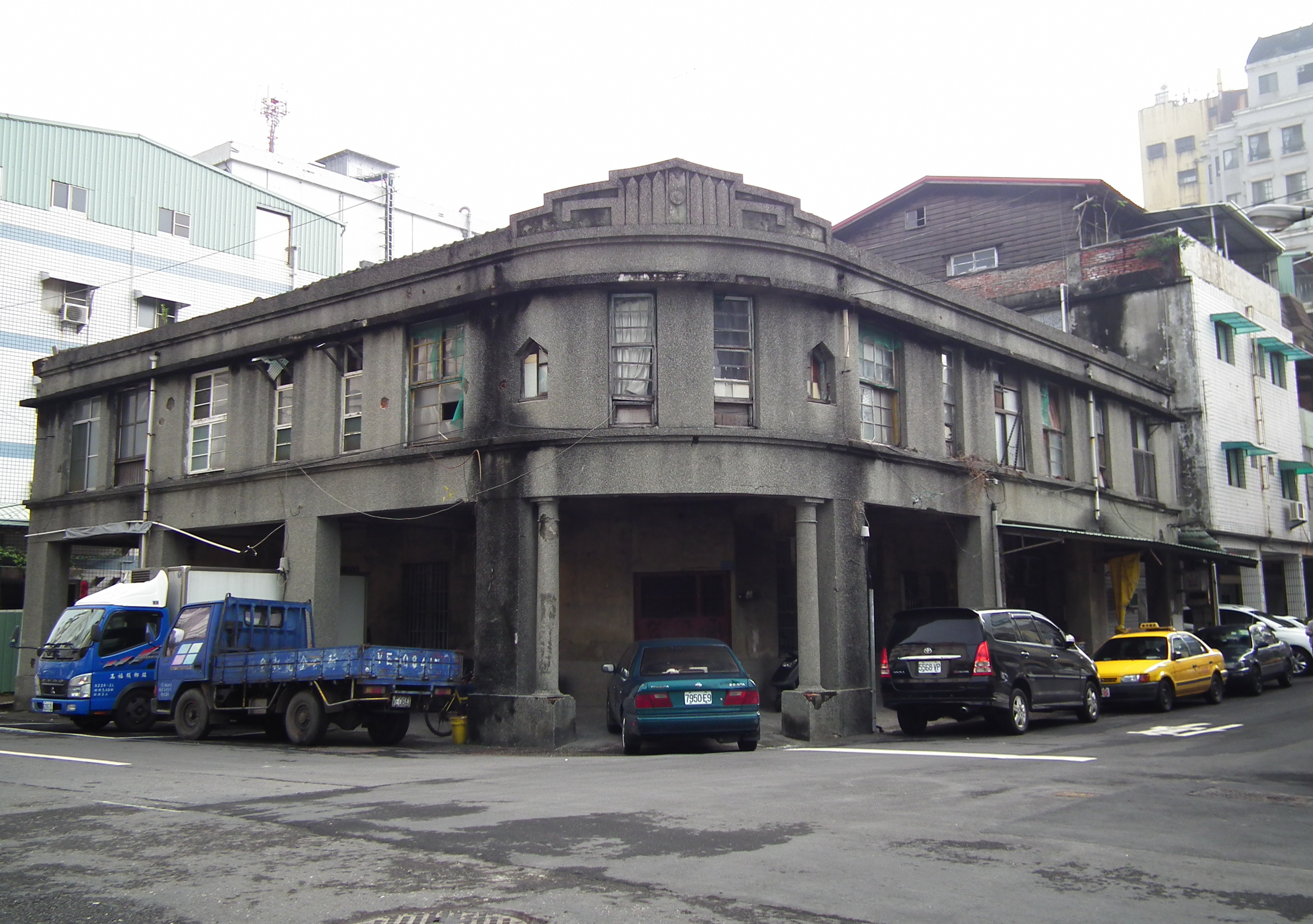
原帖佐醫院
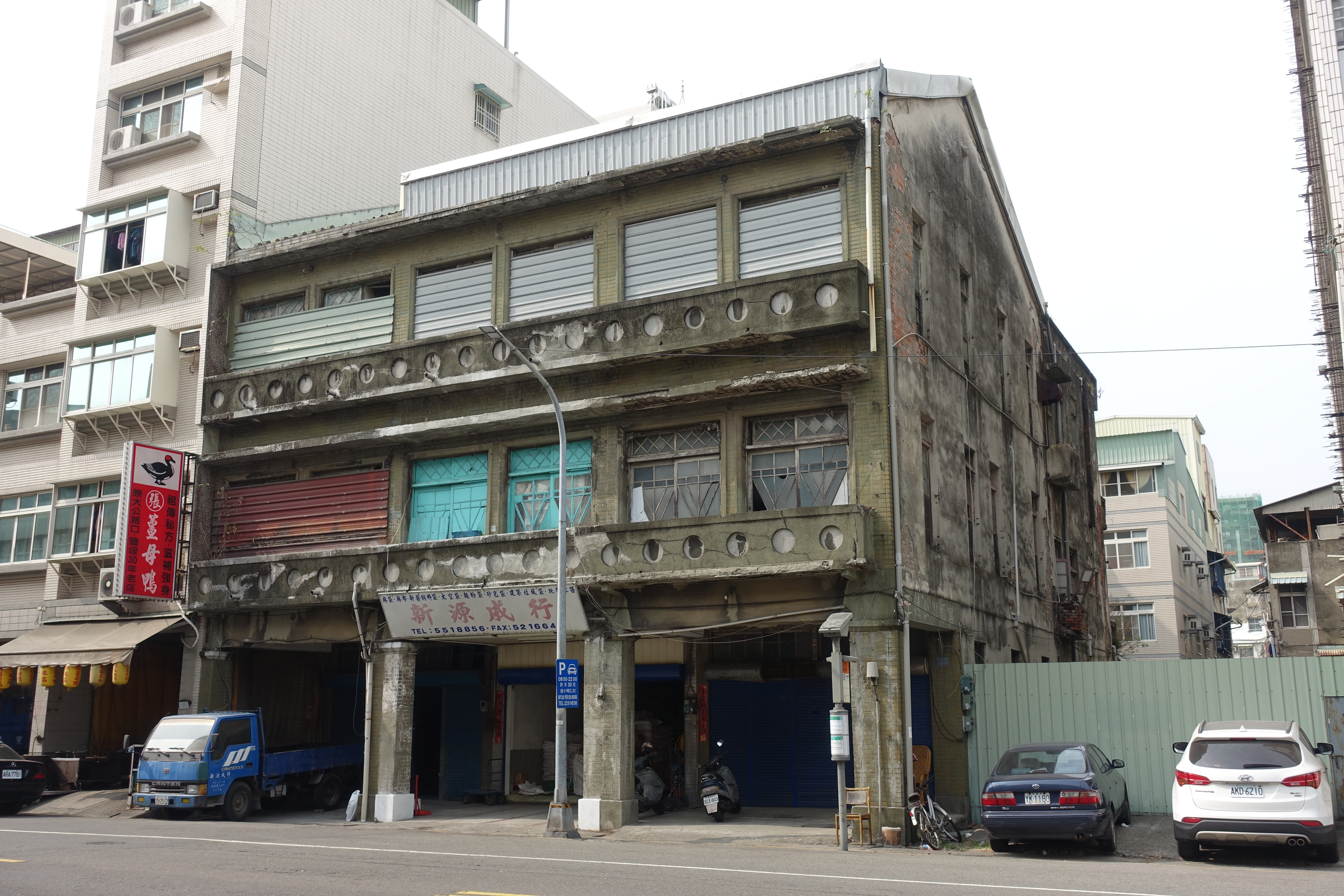
東洋旅社
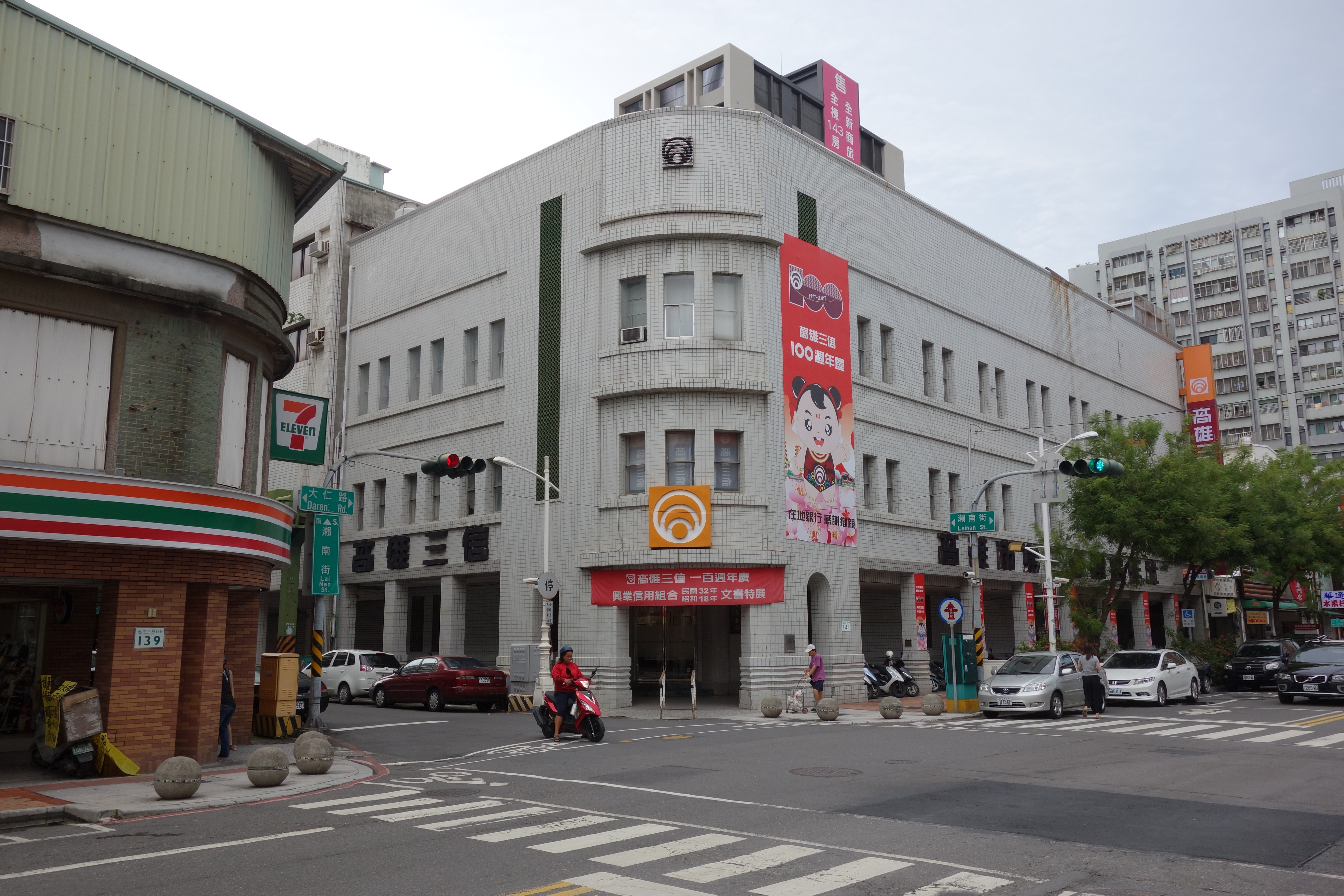
張啟華畫室

- 駁二藝術特區大義倉庫群
- 彰化銀行第二倉庫
- 愛河西畔
- 高雄市228和平紀念公園
- 2011年的真愛碼頭
- 輕軌愛河橋（原苓雅寮鐵路橋）
- 高雄港入口牌樓
- 國際商場
- 堀江商場
- 竹器街（五福四路）
- 右側的大舞台戲院（已拆除）與左側的慶雲藥行
- 原鹽埕町二丁目連棟街屋
- 原友松醫院
- 原帖佐醫院
- 原東洋旅社
- 原興業信用組合

## 外部連結
- 高雄市鹽埕區公所 （页面存档备份，存于）
- 高雄市鼓山戶政事務所 （页面存档备份，存于）
- 高雄市新興衛生所 （页面存档备份，存于）